# Présidence de Gerald Ford
38e président des États-Unis
Présidence de Richard Nixon Présidence de Jimmy Carter
La présidence de Gerald Ford débuta le 9 août 1974, date de l'investiture de Gerald Ford en tant que 38e président des États-Unis à la suite de la démission du président Richard Nixon, et prit fin le 20 janvier 1977. Membre du Parti républicain, Ford avait précédemment été nommé vice-président des États-Unis le 6 décembre 1973 en remplacement de Spiro Agnew, également démissionnaire. Il est ainsi la seule personne à ce jour à avoir été à la fois vice-président et président des États-Unis sans avoir été élu à l'un ou l'autre poste. Il quitta le pouvoir après sa défaite à l'élection présidentielle de 1976 face au candidat démocrate Jimmy Carter. 
Ford entra en fonction à la suite du scandale du Watergate, qui avait accentué la méfiance de la population américaine à l'égard de ses institutions politiques. Son premier acte important, et aussi l'un de ses plus controversés, fut d'accorder la grâce présidentielle à Richard Nixon pour son implication dans le scandale du Watergate. Sur le plan intérieur, Ford eut à gérer la pire économie depuis la Grande Dépression caractérisée par une inflation galopante et une récession durant son mandat. Après s'être montré initialement favorable à une augmentation des impôts destinée à lutter contre l'inflation, il plaida en faveur d'une réduction des taxes afin de stimuler l'économie et ratifia deux lois qui allaient dans ce sens. Sous la présidence de Ford, la politique étrangère fut caractérisée par un rôle toujours plus grand du Congrès dans les prises de décision et une réduction des pouvoirs du président en la matière. Avec la chute de Saïgon et l'annexion du Sud Viêt Nam par le Nord Viêt Nam neuf mois après son accession à la présidence, l'implication des États-Unis au Viêt Nam prit définitivement fin. Ford signa également les accords d'Helsinki, marquant un mouvement vers la détente dans la guerre froide.
Durant les primaires du parti républicain de 1976, Ford battit l'ancien gouverneur de la Californie Ronald Reagan pour l'investiture républicaine. Cependant, il perdit de justesse l'élection présidentielle de 1976 face à son rival démocrate, ancien gouverneur de la Géorgie, Jimmy Carter. Ford est généralement considéré par les historiens et les politologues comme un président moyen voire inférieur à la moyenne.

## Accession à la présidence

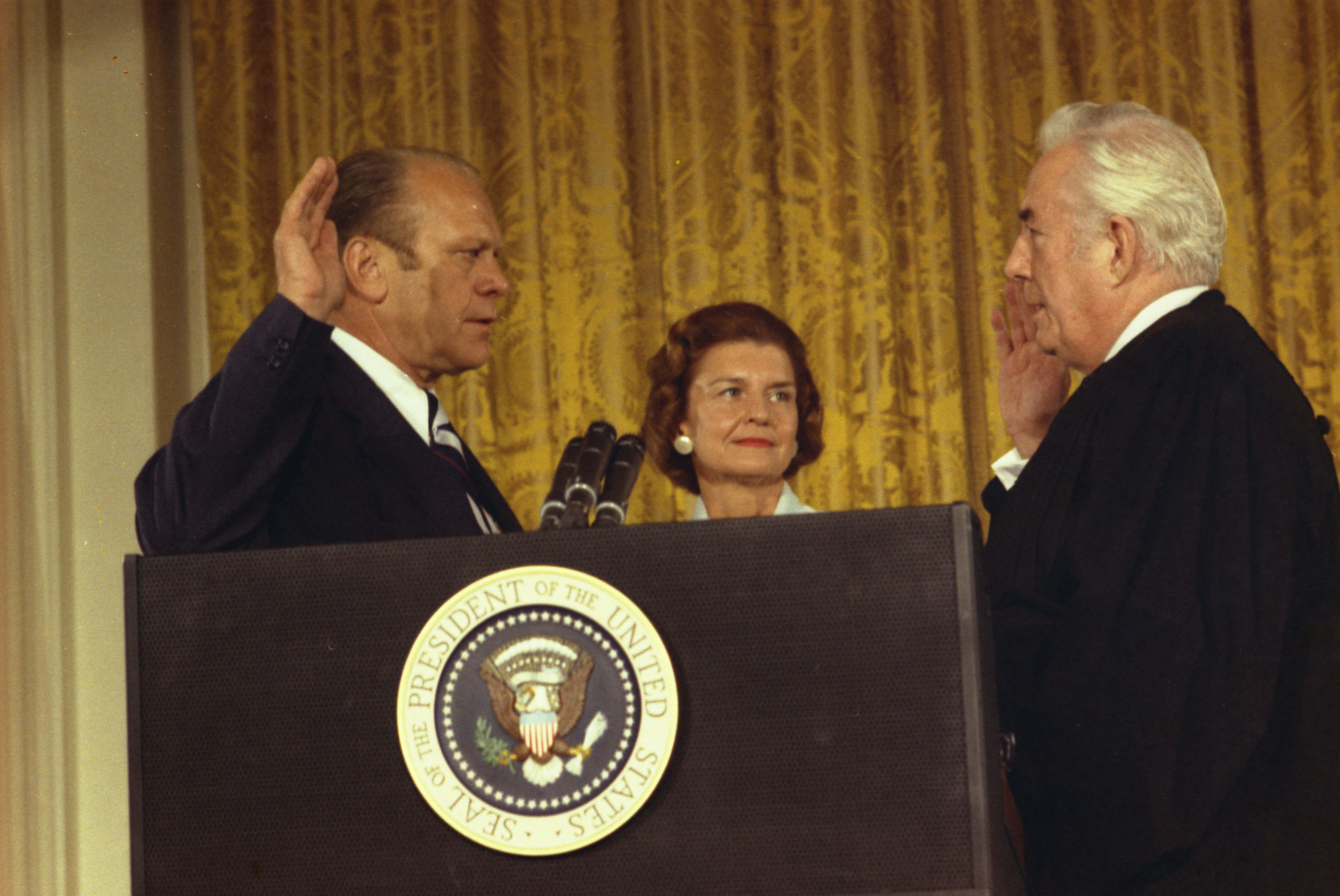
Gerald Ford prenant ses fonctions sous l'autorité du juge en chef Warren Earl Burger, dans l’East Room de la Maison-Blanche, le 9 août 1974.

Le ticket républicain formé par le président Richard Nixon et le vice-président Spiro Agnew avait été triomphalement réélu lors de l'élection présidentielle de 1972. Le second mandat de Nixon fut toutefois rapidement obscurci par le scandale du Watergate, ayant pour origine l'arrestation de cambrioleurs dans les locaux du Parti démocrate à Washington. Impliqué lui aussi dans un scandale sans lien avec le Watergate, le vice-président Agnew démissionna le 10 octobre 1973. Nixon le remplaça par Gerald Ford, chef de la minorité républicaine à la Chambre des représentants. Ce choix fut presque unanimement approuvé par les deux chambres du Parlement et Ford entra en fonction le 6 décembre 1973. 
Dans les mois qui suivirent son accession à la vice-présidence, Ford plaida l'innocence de Nixon dans le scandale du Watergate, même si des éléments de l'enquête démontraient à présent avec certitude que la Maison-Blanche avait ordonné l'effraction et tenté ensuite d'étouffer l'affaire. En juillet 1974, après que la Cour suprême ait demandé au président la restitution des enregistrements de certaines de ses conversations dans le Bureau ovale, le Comité judiciaire de la Chambre des représentants lança une procédure d'impeachment contre Nixon. Les bandes furent rendues publiques et révélèrent clairement l'implication du président dans l'affaire du Watergate. Nixon convoqua Ford dans le Bureau ovale le 8 août pour l'informer qu'il comptait donner sa démission. Nixon quitta officiellement ses fonctions le lendemain, faisant de Ford le premier vice-président et président des États-Unis à n'avoir jamais été élu.
Immédiatement après avoir prêté serment dans l’East Room de la Maison-Blanche, Ford s'adressa à la nation américaine dans un discours retransmis en direct à la télévision. Devant le caractère inhabituel de sa situation, il déclara : « je suis parfaitement conscient que vous ne m'avez pas élu président par vos bulletins de vote, et je vous demande donc de me confirmer comme tel par vos prières ». Il ajouta :

« Je n'ai pas cherché cette énorme responsabilité, mais je ne m'y déroberais pas. Ceux qui m'ont proposé et confirmé en tant que vice-président étaient mes amis et le restent. Ils étaient des deux partis, élus par le peuple et agissant en leur nom en vertu de la Constitution. Il est donc juste aujourd'hui pour moi de promettre, à eux et à vous, que je serai un président pour tous. »

## Composition du gouvernement
De l'administration précédente, Ford ne garda que deux hommes, Henry Kissinger au poste de secrétaire d'État et William E. Simon au Trésor. Il nomma William Coleman aux Transports, qui devint alors le deuxième Afro-Américain à entrer dans un cabinet présidentiel,. Alexander Haig occupa le poste de chef de cabinet de la Maison-Blanche pendant 18 mois avant d'être nommé commandant de l'OTAN en Europe. Il fut remplacé par Donald Rumsfeld qui avait servi comme conseiller du président sous Nixon. Rumsfeld et son adjoint Dick Cheney devinrent rapidement les membres les plus influents de l'administration Ford. Ce dernier nomma Edward H. Levi au poste de procureur général, avec pour mission de « nettoyer » le département de la Justice qui avait été politisé à des niveaux encore jamais atteints sous la présidence de Richard Nixon. Le président choisit également pour conseillers Philip W. Buchen, Robert T. Hartmann, L. William Seidman et John Marsh, avec rang au cabinet. Contrairement à Nixon, Ford accordait beaucoup d'importance à ses ministres même si le cabinet ne regagna jamais le degré d'influence qu'il exerçait avant la Seconde Guerre mondiale. Levi, Kissinger, le secrétaire au Trésor Simon et le secrétaire à la Défense James R. Schlesinger s'affirmèrent comme les principaux membres de l'administration au début du mandat de Ford. 
Ford remania profondément son cabinet à l'automne 1975, en plaçant des hommes plus conservateurs à plusieurs postes-clés : ces changements furent surnommés le « massacre d'Halloween » (Halloween Massacre) par les journalistes politiques. Ford diminua de 10 % les effectifs de la Maison-Blanche, qui passèrent de 540 employés à 485. Il désigna George H. W. Bush comme directeur de la CIA et fit de Rumsfeld son nouveau secrétaire à la Défense, le poste de chef de cabinet étant confié à Dick Cheney qui devint ainsi le plus jeune individu à avoir exercé cette fonction. Tous ces changements avaient pour but de renforcer Ford sur son aile droite face à la montée de son principal concurrent au sein du Parti républicain, le gouverneur de Californie Ronald Reagan. Le président entendait par ailleurs mettre fin au conflit interne entre Kissinger et le secrétaire à la Défense James Schlesinger. Kissinger fut maintenu comme secrétaire d'État mais Brent Scowcroft le remplaça en tant que conseiller à la sécurité nationale. 
Avec l'accession de Ford à la présidence, la place de vice-président était devenue vacante. Le 20 août 1974, Nelson Rockefeller, chef de l'aile progressiste du parti, fut sélectionné pour le poste. Rockefeller fut longuement auditionné par le Congrès ce qui créa une situation embarrassante lorsqu'il fut révélé qu'il avait accordé des dons importants à des membres haut placés de l'administration, dont Henry Kissinger. Bien que les républicains conservateurs n'étaient pas enthousiasmés à l'idée de nommer Rockefeller, la plupart d'entre eux, à l'exception de quelques-uns comme Barry Goldwater, confirmèrent sa nomination qui fut ratifiée par le Sénat et la Chambre des représentants. Ford promit de donner à Rockefeller un rôle important dans l'élaboration de la politique intérieure de l'administration, mais ce dernier fut rapidement marginalisé par Rumsfeld et d'autres membres influents du cabinet.

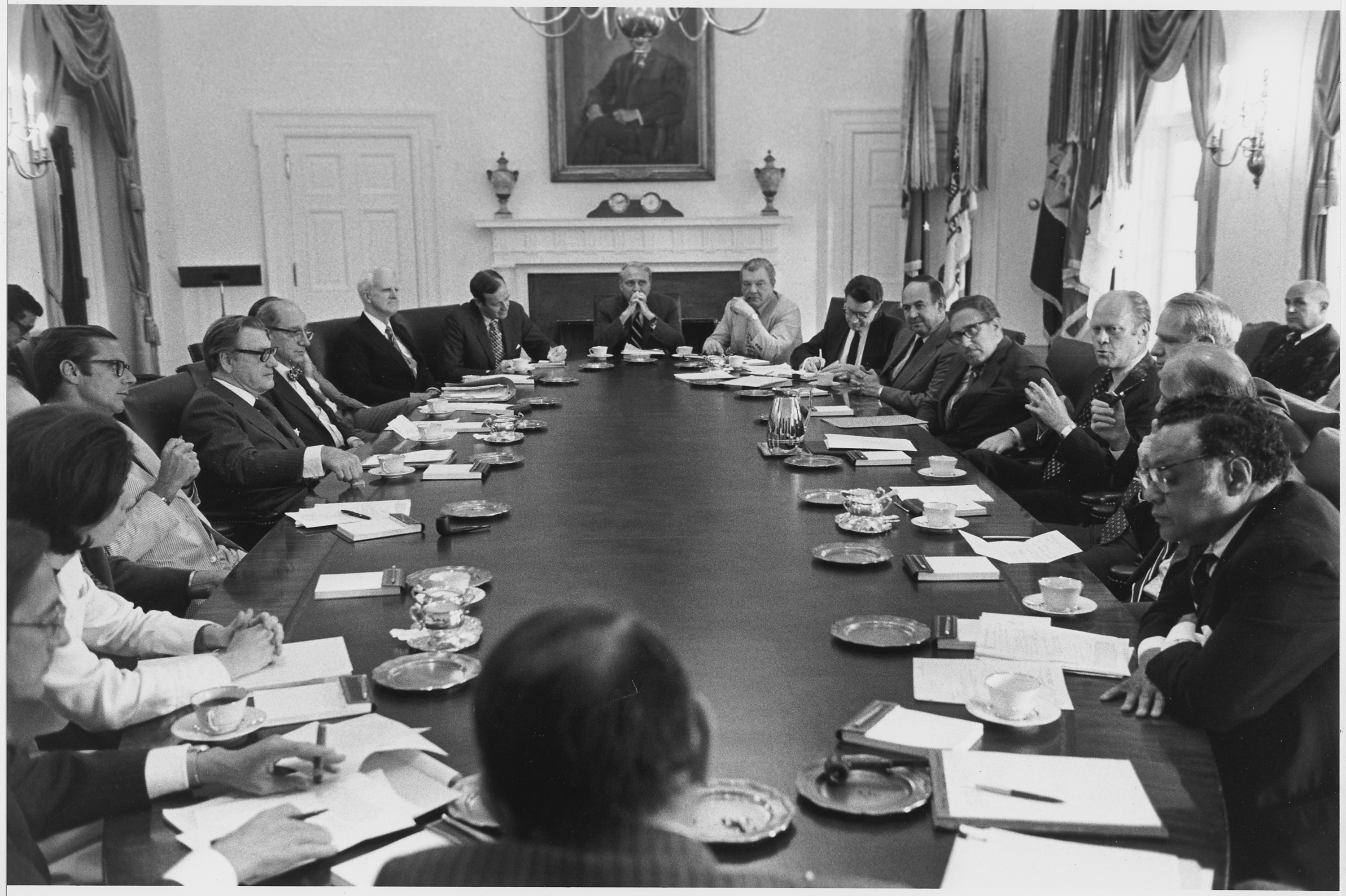
Gerald Ford et son cabinet en juin 1975.

## Nominations judiciaires
Ford nomma un juge à la Cour suprême des États-Unis sous son mandat en désignant John Paul Stevens pour remplacer le juge assesseur William O. Douglas. Sitôt informé du départ à la retraite de Douglas, le président demanda au procureur général Levi de lui présenter une liste de candidats potentiels à la Cour. Levi recommanda Stevens, l'avocat général Robert Bork et le juge fédéral Arlin M. Adams. Le choix de Ford se porta sur Stevens au motif que la carrière de celui-ci n'était pas entachée de controverses et que sa nomination n'aurait aucune difficulté à être confirmée par le Sénat. Dans les premières années de son mandat à la Cour, Stevens votait généralement du côté des modérés mais il s'affirma à partir des années 1990 comme l'un des membres les plus progressistes de l'institution. En 2005, Ford écrivit : « je suis prêt à laisser le jugement de l'histoire sur mon mandat reposer — le cas échéant, exclusivement — sur ma nomination il y a 30 ans du juge John Paul Stevens à la Cour suprême des États-Unis ». Ford nomma également 11 juges dans les cours d'appel fédérales et 50 juges dans les cours de district.

## Politique intérieure

### Pardon de Richard Nixon

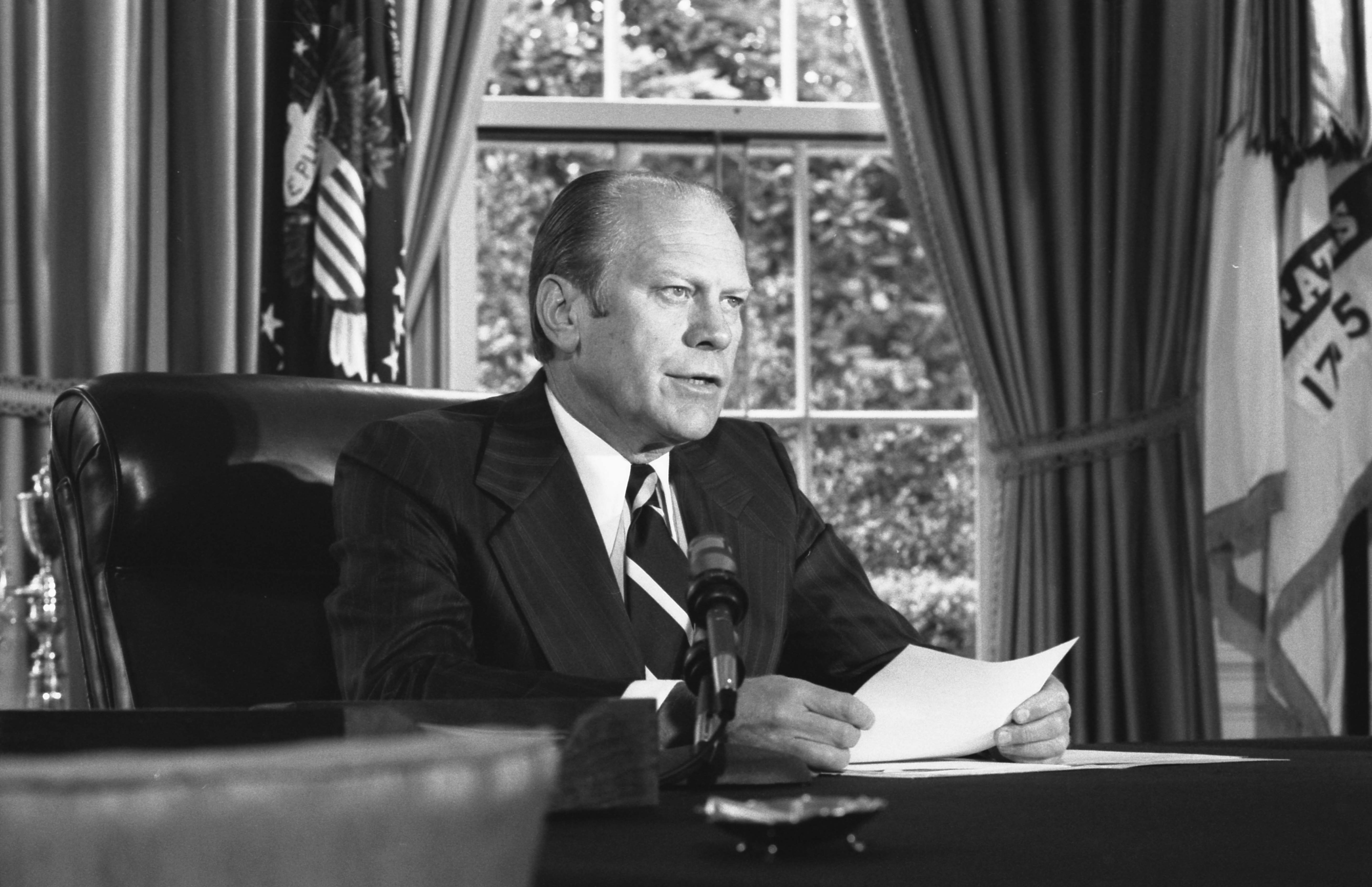
Gerald Ford annonçant sa décision de gracier Nixon le 8 septembre 1974.

Après l'expérience de la guerre du Viêt Nam, le scandale du Watergate incita de nombreux Américains à se méfier de leurs institutions politiques. Le faible soutien de l'opinion publique représenta un défi supplémentaire pour Ford qui s'efforçait de mettre en place sa propre administration sans bénéficier d'une période de transition présidentielle ni de la légitimité populaire consécutive à une élection. Bien que jouissant d'une grande popularité au tout début de son mandat, Ford fut confronté à une situation difficile concernant le sort de l'ancien président Nixon, dont le statut risquait de saper la crédibilité de son administration. Dans les derniers jours de la présidence de Nixon, le chef de cabinet de la Maison-Blanche Alexander Haig avait suggéré à Ford de gracier Nixon, mais aucun accord ne fut passé entre les deux hommes avant la démission de ce dernier. Toutefois, lorsque Ford prit ses fonctions, la plupart des ministres qui avaient servi sous Nixon, dont Haig et Kissinger, incitèrent vivement le président à gracier leur ancien patron. Tout au long des premières semaines de son mandat, Ford déclara publiquement qu'il n'avait pas encore arrêté sa décision mais, au fond de lui, il en était arrivé à la conclusion qu'une procédure judiciaire à l'encontre de Nixon monopoliserait l'attention de son administration au détriment des autres dossiers. 
Le 8 septembre 1974, Ford publia la proclamation 4311 qui accordait à Nixon un pardon complet et inconditionnel pour tous les crimes qu’il aurait pu commettre envers le pays en tant que président. Lors d’une émission télévisée, il mit en avant la situation médicale de l'ex-président et son désir de réconcilier tous les Américains pour motiver sa décision : « leur tragédie [celle de Nixon et de sa famille] est une tragédie nationale dans laquelle nous avons tous joué un rôle. Cela pourrait continuer comme ça pendant longtemps, à moins que quelqu’un n’y mette un terme. J’en suis arrivé à la conclusion que je suis le seul habilité à prendre cette décision, et que si je peux le faire, je le ferais ». 
La grâce de Nixon souleva de nombreuses réactions. Les sondages Gallup montrèrent que la cote d’approbation de Ford avait chuté de 71 % avant le pardon à 50 % immédiatement après. Le geste du président fut tourné en dérision et les critiques affirmèrent qu’un « marché corrompu » avait été passé entre les deux hommes, affirmant que la décision de Ford de gracier Nixon avait été obtenue en échange de la démission de ce dernier, afin de permettre à Ford d’accéder à la présidence. L’attaché de presse et ami de Ford, Jerald terHorst, donna sa démission en signe de protestation. Les historiens, ainsi que Ford lui-même, estiment que cette controverse a été l’une des principales causes de sa défaite à l’élection de 1976. Un éditorial du New York Times déclarait à l’époque que pardonner Nixon avait été « un acte profondément imprudent, clivant et injuste » et que cela avait détruit la crédibilité du nouveau président « en tant qu’homme de jugement, de franchise et de compétence ». La grâce accordée à Nixon constitua un fardeau pour le reste de la présidence de Ford et elle détériora les relations entre le président et les membres du Congrès. Contre l'avis de la plupart de ses conseillers, Ford accepta de comparaître devant un sous-comité de la Chambre des représentants qui voulait en savoir plus sur les raisons qui avaient motivé le choix du pardon. Le 17 octobre 1974, Ford fut le premier président américain en exercice à témoigner devant le Congrès depuis Woodrow Wilson.

### Amnistie conditionnelle

Gerald Ford dans le Bureau ovale en 1974.

Durant la guerre du Viêt Nam, environ 1 % des Américains éligibles à la conscription n'avaient pas été enrôlés et environ 1 % de ceux qui avaient été convoqués avaient refusé de servir. Ces derniers furent brocardés comme « réfractaires » et un grand nombre décida de partir pour le Canada alors que d'autres préférèrent rester aux États-Unis. Au Congrès, Ford s'était opposé à toute forme d'amnistie pour les réfractaires, mais une fois arrivé à la présidence, ses conseillers le persuadèrent que faire preuve de clémence permettrait d'apporter une solution au problème et améliorerait son image auprès du grand public. 
Le 16 septembre 1974, peu après avoir annoncé sa décision de gracier Nixon, Ford décida d'amnistier sous conditions les déserteurs et les « planqués » de la guerre du Viêt Nam. Les conditions posées à l'amnistie exigeaient une réaffirmation d'allégeance aux États-Unis et deux années de travail dans un secteur de la fonction publique. Dans le cadre du programme intitulé « Pour le retour des réfractaires à la conscription et des déserteurs militaires du temps de la guerre du Viêt Nam », un comité de clémence fut créé afin d'examiner les dossiers et faire des recommandations en vue de l'obtention d'une grâce présidentielle et d'une modification du statut de la décharge militaire. Le choix de Ford fut approuvé par la plupart des conservateurs mais fut critiqué par la gauche qui réclamait une amnistie totale.

### Élections de mi-mandat de 1974
Les élections législatives de midterm pour l'année 1974 eurent lieu moins de trois mois après l'arrivée au pouvoir de Ford. Le Parti démocrate profita du mécontentement des électeurs pour augmenter sa majorité à la Chambre des représentants, contrôlant désormais 291 sièges sur 435, tandis que les républicains perdirent 45 sièges. Le scénario se répéta aux élections sénatoriales avec 61 sièges attribués aux démocrates. Face à cette situation, Ford fit à de nombreuses reprises usage de son droit de veto ; douze d'entre eux furent annulés par le Congrès, une proportion jamais atteinte depuis la présidence d'Andrew Johnson dans les années 1860. S'appuyant sur la nouvelle génération des « bébés du Watergate », les démocrates progressistes adoptèrent plusieurs réformes pour faciliter le processus législatif. La Chambre décréta que les présidents de comité seraient désignés via des scrutins secrets plutôt qu'en fonction de l'ancienneté, ce qui entraîna la démission d'un certain nombre de présidents conservateurs originaires du Sud. De son côté, le Sénat ramena de 67 à 60 le nombre de voix nécessaires pour mettre fin à une obstruction parlementaire.

### Politique économique et budgétaire
| Année               | Revenu | Dépenses | Surplus/ Déficit | PIB    | Dette en % du PIB |
| ------------------- | ------ | -------- | ---------------- | ------ | ----------------- |
| 1975                | 279,1  | 332,3    | -53,2            | 1606,9 | 24,6              |
| 1976                | 298,1  | 371,8    | -73,7            | 1786,1 | 26,7              |
| Quart de transition | 81,2   | 96,0     | -14,7            | 471,7  | 26,3              |
| 1977                | 355,6  | 409,2    | -53,7            | 2024,3 | 27,1              |
| Sources             | [ 42 ] | [ 42 ]   | [ 42 ]           | [ 43 ] | [ 44 ]            |

L'économie fut l'une des grandes préoccupations de l'administration Ford. Les États-Unis traversaient alors une période de stagflation que les économistes attribuaient, entre autres, au choc pétrolier de 1973 et la concurrence croissante de pays comme le Japon. La fin du boom économique de l'après-guerre remettaient en question le bien-fondé des théories keynésiennes et les partisans du laissez-faire, comme Alan Greenspan, acquirent de plus en plus d'influence au sein du gouvernement. L'un des premiers actes de Ford en tant que président concernait l'économie avec la création, par ordre exécutif du 30 septembre 1974, d'un « Conseil à la politique économique » (Economic Policy Board). 
En octobre 1974, en réponse à la hausse de l'inflation, Ford demanda au peuple américain de « donner un coup de torchon le plus vite possible sur l'inflation » (les initiales de l'expression américaine donnaient l'acronyme WIN qui signifie « gagner » en anglais). Il recommanda même à ses concitoyens, dans une partie de son programme, de porter des badges « WIN ». À cette époque, l'inflation était considéré comme la principale menace pour l'économie et les autorités pensaient qu'un contrôle de l'inflation permettrait de résorber le chômage. Pour mettre un frein à la hausse des prix, le gouvernement encouragea les Américains à limiter leurs dépenses et leur consommation, notamment en essence. Ford espérait que la population répondrait à cet appel à la retenue, comme cela avait été le cas pour le président Franklin Delano Roosevelt lors de la Seconde Guerre mondiale, mais le public accueillit « WIN » avec scepticisme et en définitive, le programme eut peu d'impact. Parallèlement à cette action, Ford proposa un programme économique en dix points dont la principale mesure consistait en une augmentation d'impôts pour les entreprises et les hauts salaires. Le président estimait que cela ralentirait l'inflation tout en réduisant le déficit budgétaire du gouvernement, mais la situation économique continua d'empirer et Ford dut se résoudre à abandonner sa proposition.

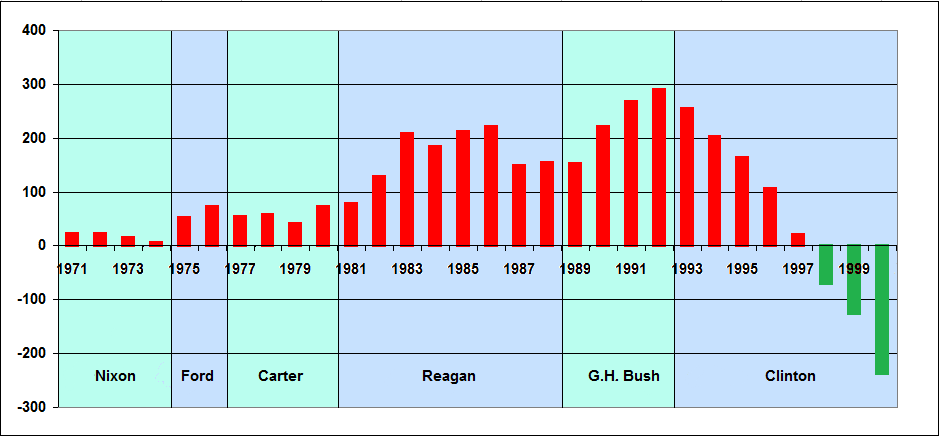
Déficit budgétaire du gouvernement fédéral américain de 1971 à 2001 (en milliards de dollars).

La focalisation sur l'économie évolua quand le pays entra dans une récession modeste. Le taux de chômage s'éleva de 6,5 % en novembre 1974 à 9,1 % en 1976. En janvier 1975, Ford proposa une réduction d'impôt de 16 milliards de dollars sur un an afin de stimuler la croissance économique ainsi qu'une diminution des dépenses pour éviter une hausse de l'inflation. Ford fut largement critiqué pour sa décision de baisser les impôts après s'être longtemps montré favorable à leur augmentation. À l'issue des débats au Congrès, le montant des dégrèvements fut réévalué à 22,8 milliards de dollars sans pour autant affecter sensiblement le volume des dépenses fédérales. Cette remise sur l'imposition (Tax Reduction Act) fut avalisée sous forme de loi par le Congrès et ratifiée par le président Ford en mars 1975. Cela porta le déficit du budget fédéral à environ 53 milliards de dollars pour l'année fiscale 1975 et jusqu'à 73,7 milliards pour l'année 1976. Ford tenta de convaincre les parlementaires de lever le contrôle des prix du pétrole américain décidé par Nixon et qui contribua au choc pétrolier de 1973 ; mais il n'obtint pas gain de cause avant décembre 1975 (Omnibus Energy Bill prévoyant une baisse des prix du pétrole américain et la levée temporaire du contrôle des prix).
Le budget fédéral fut constamment en déficit sous la présidence de Ford. Au moment de la banqueroute de la municipalité de New York en octobre 1975, le maire Abraham Beame ne réussit pas à obtenir l'aide de l'État fédéral. La une du Daily News titra le 30 octobre « Ford à la ville : Crevez ! » (Ford to City: Drop Dead). Ford changea finalement d'avis à la fin de l'année en autorisant un prêt de 2,3 milliards de dollars à la ville de New York, ce qui permit d'écarter le risque de faillite. À partir de 1976, l'inflation et le chômage déclinèrent mais les difficultés économiques endommagèrent sérieusement la popularité de Ford.

### Commission Rockefeller

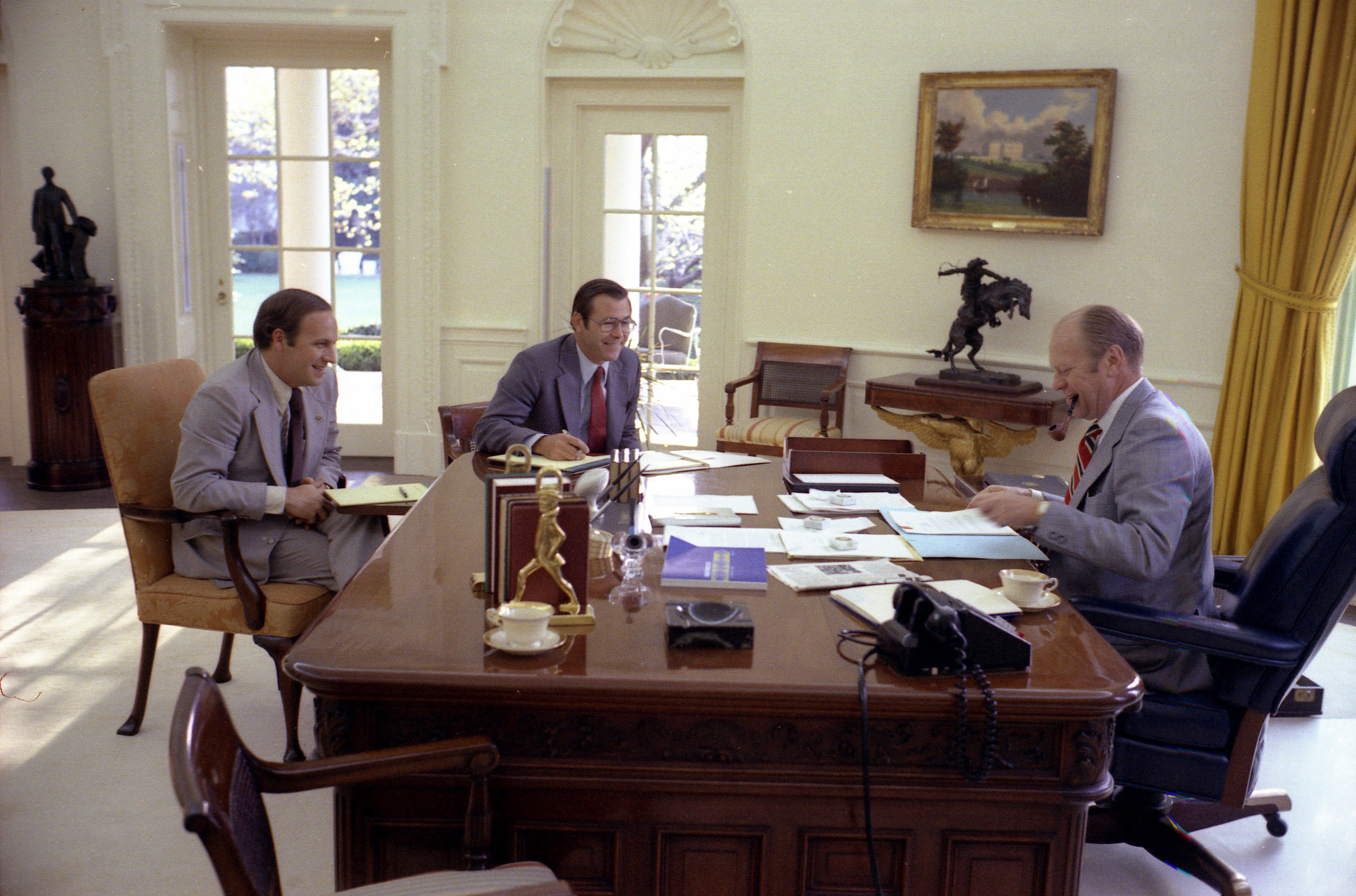
Dick Cheney, Donald Rumsfeld et Gerald Ford dans le Bureau ovale en avril 1975.

Avant l'accession de Ford à la présidence, la CIA avait constitué, en dehors de toute procédure légale, des dossiers sur des groupes de dissidents américains opposés à la guerre du Viêt Nam. À la suite du scandale du Watergate, le directeur de la CIA William Colby fit rédiger un rapport sur l'ensemble des activités nationales de l'agence. Une grande partie du rapport fut rendue publique et le journaliste d'investigation Seymour Hersh publia un article à son sujet en décembre 1974. Les révélations suscitèrent l'indignation du public et des membres du Congrès. En réponse aux demandes de plus en plus pressantes de mettre fin à ces pratiques, Ford chargea une commission présidentielle dirigée par le vice-président Nelson Rockefeller de mener une enquête. La commission Rockefeller marqua un précédent puisque c'était la première fois qu'une commission présidentielle était créée pour enquêter sur l'appareil de sécurité nationale. 
Le rapport de la commission, présenté en juin 1975, était plutôt favorable à la CIA, mais notait cependant que « la CIA s'est engagée dans certaines activités critiquables et qui ne devraient plus être autorisées à l'avenir ». La presse attaqua vivement la commission pour ne pas avoir inclus dans son rapport un chapitre sur les projets d'assassinats fomentés par la CIA. Une commission sénatoriale dirigée par le sénateur Frank Church commença elle aussi à enquêter sur les abus de l'agence de renseignement américaine. Ford craignait que la commission Church ne soit utilisé à des fins partisanes et refusa de remettre certains documents classifiés, mais Colby coopéra néanmoins avec la commission. Tirant les conclusions du rapport de la commission Church, les deux chambres du Congrès établirent des comités spéciaux chargés de surveiller les agissements des services de renseignement. 
Selon des documents internes de la Maison-Blanche et de la commission révélés en février 2016 par les archives de la sécurité nationale, l'administration Ford aurait significativement édulcoré le rapport final de la commission Rockefeller publié en 1975, sur les objections de certains de ses hauts responsables. Les modifications comprenaient la suppression d'un chapitre complet de 86 pages portant sur les complots et tentatives d'assassinats intentés par la CIA ainsi que diverses corrections apportées au rapport par le chef de cabinet adjoint de la Maison-Blanche, Dick Cheney.

### Environnement
À la grande déception des écologistes de l'ère Nixon, dont Russel E. Train, directeur de l'Agence de protection de l'environnement, la question environnementale ne figurait pas dans les préoccupations de l'administration Ford. Le secrétaire à l'Intérieur Thomas S. Kleppe était l'un des initiateurs de la rébellion du Sagebrush, un mouvement qui rassemblait des propriétaires de ranchs de l'ouest du pays et divers groupes pour réclamer l'abrogation des mesures de protection de l'environnement sur les terres fédérales. Ils perdirent toutefois de nombreux procès dont le plus fameux fut l'arrêt Kleppe v. New Mexico rendu par la Cour suprême en 1976. Le mandat de Ford vit par ailleurs la classification de deux monuments nationaux, six sites historiques, trois parcs historiques et deux réserves nationales. Sur le plan international, des traités furent signés avec le Canada, le Mexique, la Chine, le Japon, l'Union soviétique et plusieurs pays européens pour la préservation des espèces en danger.

### Financement des campagnes électorales
Après les élections présidentielle et législatives de 1972, des groupes de pression tels que Common Cause exhortèrent le Congrès à modifier la loi sur le financement des campagnes électorales afin d'encadrer le rôle de l'argent dans la sphère politique. En 1974, les parlementaires avaient approuvé les amendements à la loi sur les campagnes électorales fédérales (Federal Election Campaign Act) qui donnait naissance à la Commission électorale fédérale pour superviser la législation sur le financement des campagnes. Avec le vote des amendements furent également instaurés un système de subventions publiques pour le scrutin présidentiel, un plafonnement des sommes investies par les candidats pour leur propre campagne, une limitation des dépenses électorales et l'obligation de rendre publiques la quasi-totalité desdites contributions. Ford promulgua la loi, non sans réticence, en octobre 1974. Dans l'arrêt de 1976 Buckley v. Valeo, la Cour suprême invalida les restrictions imposées à l'autofinancement des candidats au motif qu'elles étaient contraires à la liberté d'expression. Les réformes entreprises dans les années 1970 pour restreindre la place de l'argent en politique ne furent, dans l'ensemble, guère fructueuses dans la mesure où les candidats se tournèrent de plus en plus vers les comités d'action politique ou, à l'échelle locale et étatique, les comités de parti pour lesquels le montant des contributions n'était pas plafonné.

### Déségrégation des écoles publiques
En 1971, la Cour suprême avait affirmé, dans l'arrêt Swann v. Charlotte-Mecklenburg Board of Education, que « le busing était un outil admissible à des fins de déségrégation ». Cependant, dans les derniers jours de l'administration Nixon, la même haute instance juridique avait largement obéré la possibilité pour les cours de district de faire appliquer le busing dans les villes et les banlieues (arrêt Milliken v. Bradley). Cela signifiait que les familles blanches hostiles au busing pouvaient déménager en banlieue afin de ne plus être assujetties aux lois qui bannissaient la ségrégation des écoles du centre-ville. En sa qualité de représentant d'un district du Michigan, Ford était favorable à la mixité raciale dans les écoles mais estimait que l'imposition du busing par des décisions de justice n'était pas le bon moyen d'y parvenir. Dans la première loi importante qu'il promulgua en tant que président, il défendit la mise en œuvre de restrictions modérées au busing comme une solution de compromis, conçue pour satisfaire le plus grand nombre. Il condamna dans le même temps la violence des opposants à cette pratique, réaffirma son soutien à la déségrégation des écoles et promit de faire respecter la Constitution. Cela ne fut néanmoins pas suffisant pour régler le problème qui continua d'alimenter les tensions, par exemple à Boston où les habitants des quartiers ouvriers irlandais de l'enceinte de la ville s'opposèrent au transport des enfants noirs en bus jusqu'à leurs écoles, en dépit du verdict des tribunaux.

### Mesures sociétales
En 1975, Ford, qui était un partisan déclaré de l’Equal Rights Amendment, publia une proclamation dans laquelle il statuait : 

« Sur cette terre des hommes libres, il est juste, et cela doit l'être par nature, que tous les hommes et toutes les femmes soient égaux devant la loi. 
En conséquence, moi, Gerald R. Ford, président des États-Unis d'Amérique, afin de rappeler à tous les Américains qu'il est juste et approprié de ratifier l'amendement pour l'égalité des droits voté par le Congrès des États-Unis d'Amérique, de manière à garantir l'égalité devant la justice pour tous, hommes et femmes, je désigne et proclame le 26 août 1975 comme la journée de l'égalité des femmes. »

Sur l'avortement, Ford était sous sa présidence personnellement favorable à « un amendement constitutionnel fédéral qui permettrait à chacun des 50 États de faire le choix en la matière ». Cela avait également été sa position en tant que chef de la minorité à la Chambre face à l'arrêt Roe v. Wade rendu par la Cour suprême en 1973, auquel il s'était opposé. Ford fut critiqué pour une interview que sa femme Betty avait accordée à l'émission 60 Minutes en 1975, dans laquelle elle avait déclaré que l'arrêt Roe v. Wade était « vraiment une super décision ». Plus tard dans sa vie, Ford s'identifia comme pro-choix.
Bien qu'il s'inquiétât de la façon dont le programme serait financé eu égard à la politique de restriction budgétaire mise en œuvre, le président signa l’Education for All Handicapped Children Act of 1975, qui prévoyait un enseignement spécial pour les enfants handicapés aux États-Unis. Ford, dans un communiqué de presse publié à l'occasion de la ratification de la loi, adressa son « fervent soutien à toutes les opportunités d'éducation pour nos enfants atteints de handicaps ».
Ford fut également confronté à une épidémie de grippe porcine en 1976. Au début des années 1970, une souche grippale H1N1 s'était transformée en une grippe particulièrement virulente contre les cochons avant de se transmettre aux hommes. Le 5 février 1976, un soldat mourut dans des conditions mystérieuses à Fort Dix et quatre de ses camarades furent hospitalisés. Les médecins dépêchés sur place conclurent à une infection de grippe porcine. Face au risque de pandémie, l'administration américaine lança un vaste programme de vaccination. Malgré des difficultés en matière de délais et de relations publiques, environ 25 % de la population était vaccinée lorsque le programme fut arrêté en décembre 1976. Le vaccin fut accusé d'être à l'origine de vingt-cinq décès, soit plus que la grippe porcine elle-même.

## Politique étrangère
Ford entra en fonction dans un contexte de remise en cause de la « présidence impériale », ébranlée par l'interminable guerre du Viêt Nam et les abus de l'ère Nixon. Cette situation déboucha sur un accroissement des prérogatives du Congrès dans le domaine de la politique étrangère qui s'effectua au détriment du locataire de la Maison-Blanche. L'historien Pierre Mélandri explique que « le Congrès se dote d'une forme de véto sur les exportations nucléaires et militaires et multiplie les clauses restrictives (en matière de respect des droits de l'homme et de non-prolifération nucléaire) sur l'octroi de l'aide étrangère ». En outre, les agissements en sous-main de la CIA furent critiqués par des commissions d'enquête parlementaires qui obligèrent Ford à encadrer plus formellement ces pratiques, par exemple en 1976 lorsqu'interdiction fut faite à tout employé du gouvernement fédéral de perpétrer des assassinats. 
Critiqué par certains historiens pour son absence de vision en matière de relations internationales, Gerald Ford put compter sur son secrétaire d'État Henry Kissinger, qui entendait perpétuer la politique de détente conduite sous la précédente administration. Ses conceptions se heurtèrent cependant à des critiques de plus en plus fortes de la part de ceux qui, à la lumière du traumatisme vietnamien et des divers blocages décisionnels liés en partie à la perte de pouvoir de la présidence, redoutaient un fléchissement de la puissance américaine dans le monde et considéraient que le processus de détente favorisait en réalité la montée en puissance de l'URSS. Dans les derniers temps de la présidence de Ford, la prépondérance de Kissinger au sein du cabinet tendit d'ailleurs à s'émietter au profit du secrétaire à la Défense Donald Rumsfeld et du chef de cabinet Dick Cheney, partisans d'une ligne « dure » à l'égard de Moscou. 

### Guerre froide

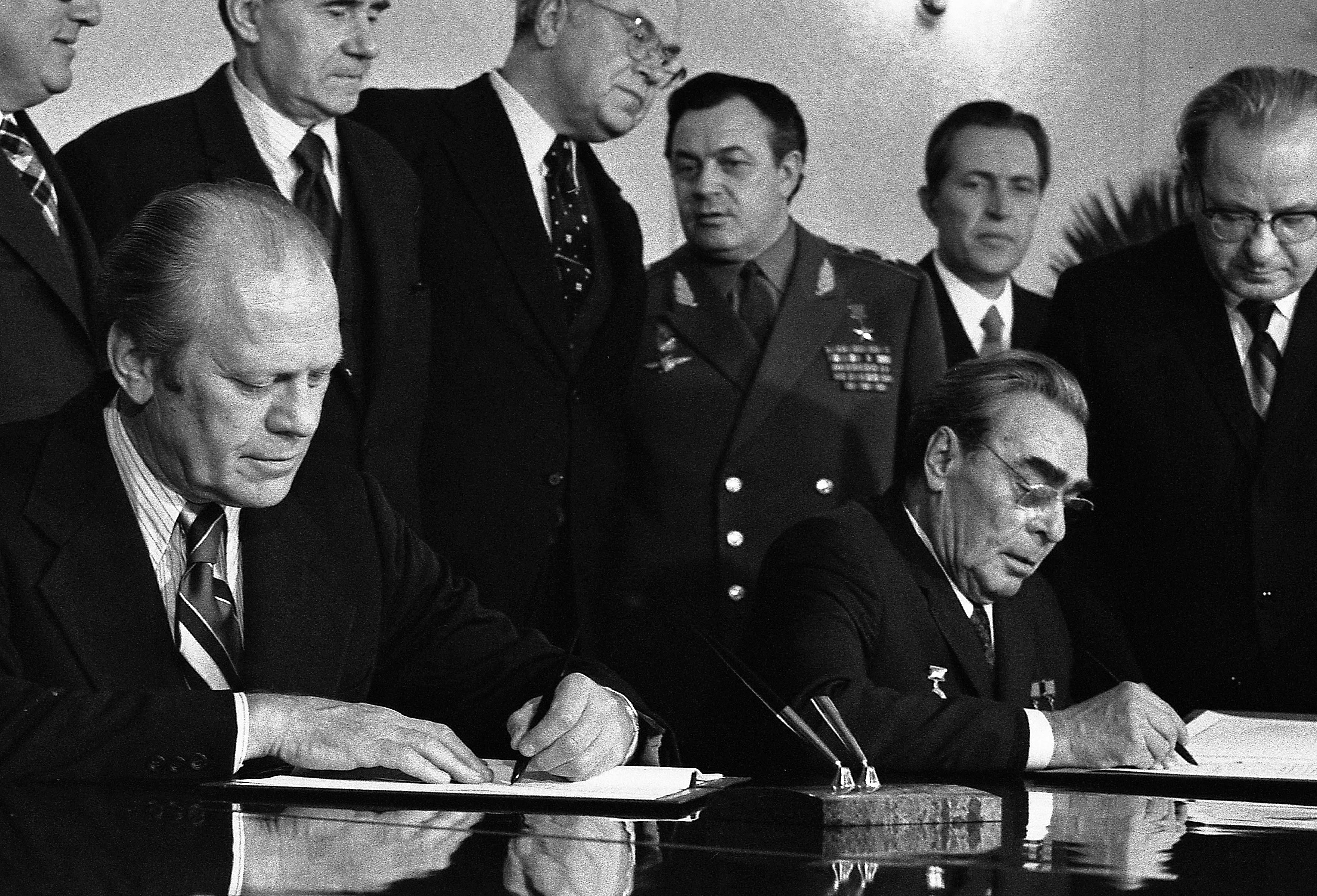
Gerald Ford et Léonid Brejnev signant l'accord de Vladivostok sur le traité SALT, le 24 novembre 1974.

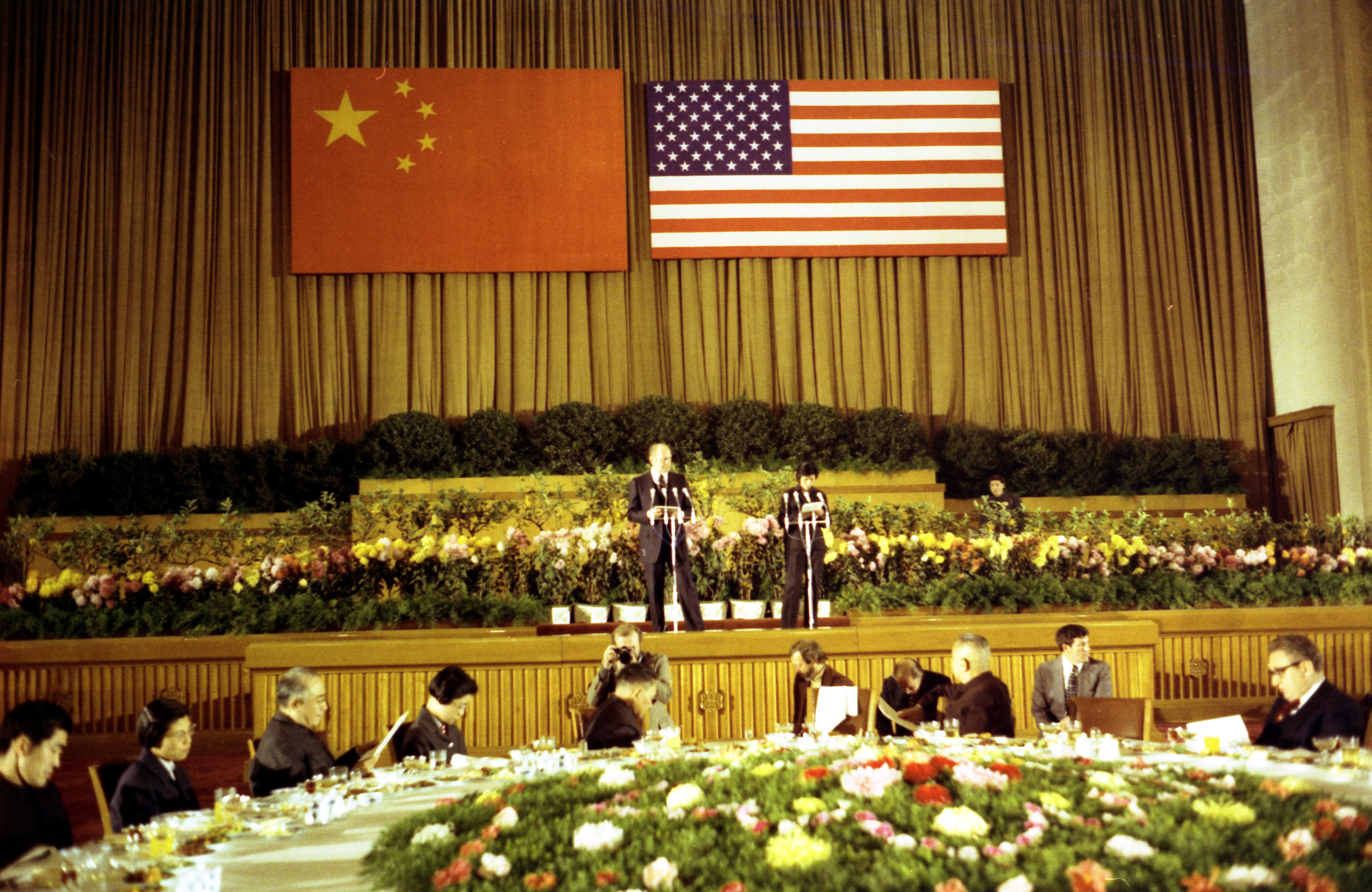
Gerald Ford lors d'une réception à Pékin le 4 décembre 1975.

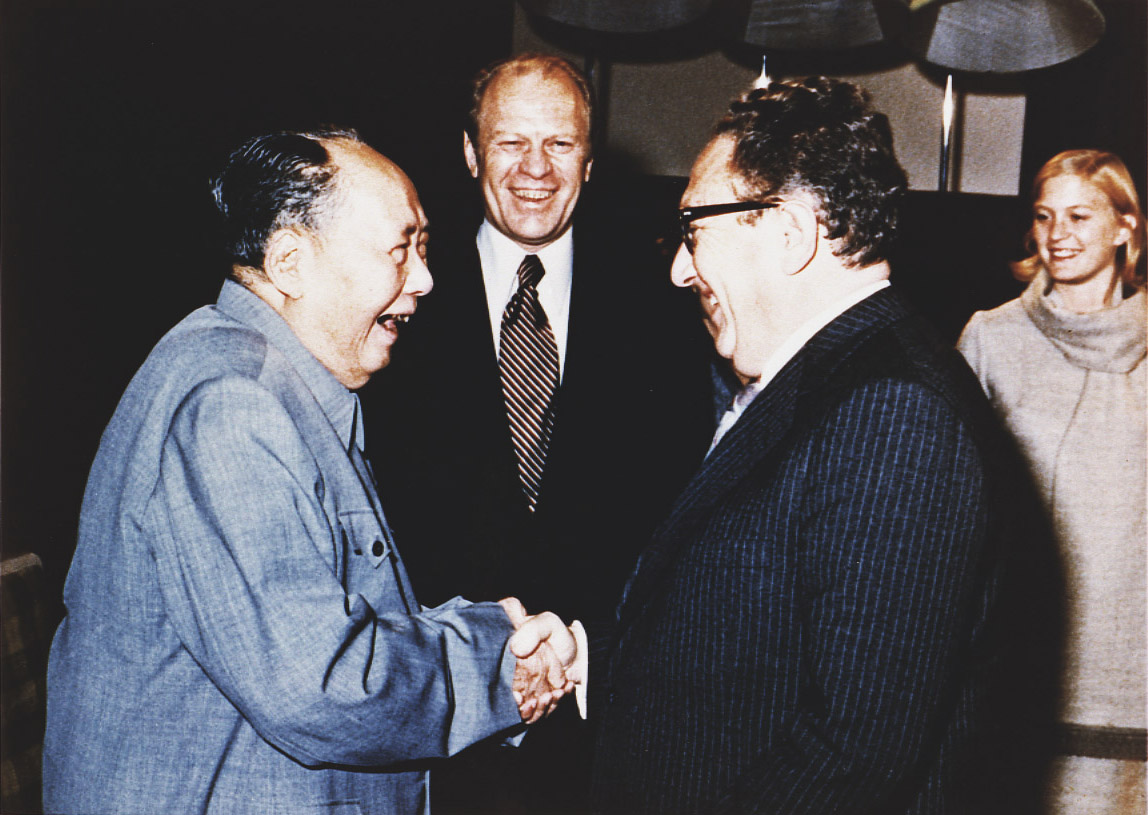
Mao Zedong, Gerald Ford et Henry Kissinger à l'occasion d'une visite en Chine, le 2 décembre 1975.

Ford poursuivit la politique de détente initiée par le président Nixon avec l'Union soviétique et la République populaire de Chine, contribuant à apaiser les tensions de la guerre froide. Ce faisant, il dut surmonter l'opposition du Congrès qui tendait au début des années 1970 à jouer un rôle croissant dans le domaine de la politique étrangère. Cette opposition était incarnée par le sénateur Henry M. Jackson, qui était parvenu à saboter un accord commercial entre les États-Unis et l'URSS en faisant adopter l'amendement Jackson-Vanik. L'extension du dialogue avec la sphère communiste, marquée par la visite du président Nixon en Chine en février 1972, fut confirmée par une autre visite présidentielle de Gerald Ford à Pékin en décembre 1975. 
Nixon avait négocié avec les Soviétiques la ratification du traité SALT I sur la réduction des arsenaux nucléaires des deux principales puissances. Ford, dans la continuité de son prédécesseur, rencontra Léonid Brejnev à Vladivostok le 24 novembre 1974 et signa avec lui un accord portant sur le traité SALT. Les deux dirigeants se réunirent à nouveau en juillet 1975 à la Conférence sur la sécurité et la coopération en Europe. Cette conférence déboucha sur les accords d'Helsinki qui furent ratifiés le 1er août par les États-Unis, le Canada et presque tous les pays européens ; par ces accords, les signataires s'engageaient notamment à reconnaître les droits inhérents à la souveraineté des peuples et à faire respecter les droits de l'homme. Ford voulait aussi faire avancer les pourparlers autour du traité SALT II, mais il ne parvint pas à s'entendre avec Brejnev et les discussions furent reprises sous l'administration Carter. Ford fut critiqué pour avoir implicitement reconnu la domination soviétique en Europe de l'Est, mais l'importance accordée aux droits de l'homme lors des négociations contribuerait pour une part non négligeable à l'affaiblissement du bloc de l'Est dans les années 1980.

### Viêt Nam
L'un des grands enjeux de l'administration Ford fut de gérer la poursuite de la guerre du Viêt Nam. Les offensives américaines contre le Nord-Viêt Nam avaient pris fin avec la signature des accords de paix de Paris le 27 janvier 1973. Un cessez-le-feu fut proclamé sur tout le territoire vietnamien, au Nord comme au Sud, et les prisonniers de guerre américains furent libérés. L'intégrité territoriale du Viêt Nam devait être préservée et, comme pour les accords de Genève de 1954, des élections nationales devaient être organisées au Nord et au Sud-Viêt Nam. Par ailleurs, les accords prévoyaient le retrait des forces terrestres américaines dans un délai de 60 jours. Les accords furent négociés par Henry Kissinger, conseiller à la sécurité nationale de Richard Nixon, et par Lê Đức Thọ, membre du bureau politique nord-vietnamien. Le président sud-vietnamien, Nguyễn Văn Thiệu, ne fut pas impliqué dans la phase finale des négociations et critiqua publiquement le traité. Cependant, l'impopularité de la guerre aux États-Unis contraignit Nixon et Kissinger à faire pression sur Thiệu pour qu'il signe l'accord et permettre ainsi le retrait du contingent américain. Nixon tenta de rassurer Thiệu en lui promettant l'assistance des États-Unis dans le cas où les Nord-Vietnamiens violeraient les accords.
La guerre au Viêt Nam continuait de faire rage après le retrait du gros des forces américaines au début de l'année 1973. Face à la progression de l'armée nord-vietnamienne dans les premières semaines de 1975, Ford demanda une aide de 722 millions de dollars pour le Sud-Viêt Nam mais le Congrès rejeta cette proposition à une large majorité. Le sénateur Jacob K. Javits se déclarait notamment prêt à offrir « des sommes importantes pour l'évacuation, mais pas un sou pour l'aide militaire ». Le président Thiệu démissionna le 21 avril 1975 en dénonçant publiquement le manque de soutien des États-Unis. Deux jours plus tard, le 23 avril, Ford prononça un discours à l'université Tulane où il annonça que la guerre du Viêt Nam était terminée « en ce qui concerne l'Amérique ». Cette déclaration fut accueillie par un tonnerre d'applaudissements.

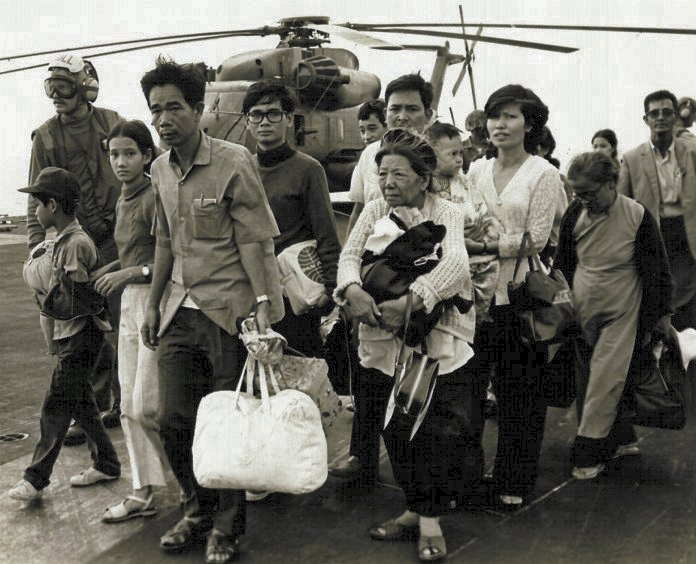
Des réfugiés sud-vietnamiens débarquant sur un navire américain lors de l'opération Frequent Wind.

Alors que les forces nord-vietnamiennes progressaient en direction de Saïgon, la capitale du Sud-Viêt Nam, Ford ordonna l'évacuation du personnel américain, tout en permettant aux forces américaines d'aider ceux qui souhaitaient échapper à l'avancée communiste. 40 000 citoyens américains et sud-vietnamiens furent évacués par avion jusqu'à ce que les attaques ennemies rendent la chose impossible. Dans la phase finale de l'évacuation, connue sous le nom d'opération Frequent Wind, des hélicoptères de l'armée et de la compagnie Air America transportèrent pendant 24 heures, du 29 au 30 avril 1975, un grand nombre de personnes à bord des bâtiments de l'US Navy stationnés au large des côtes, juste avant la chute de Saïgon. Au cours de l'opération, le nombre d'hélicoptères sud-vietnamiens atterrissant à bord des navires américains était si grand que plusieurs furent précipités par-dessus bord afin de libérer de la place pour les réfugiés. D'autres appareils, n'étant plus en mesure d'atterrir, se jetèrent délibérément à la mer après avoir déposé leurs passagers près des navires, leurs pilotes s'éjectant au dernier moment pour être ensuite pris en charge par des bateaux de sauvetage.
La guerre du Viêt Nam, qui faisait rage depuis les années 1950, prit définitivement fin avec la chute de Saïgon, et le Viêt Nam fut réunifié en tant qu'un seul et même pays. La plupart des réfugiés vietnamiens furent autorisés à se rendre aux États-Unis grâce à l’Indochina Migration and Refugee Assistance Act. Cette loi prévoyait également une aide financière à hauteur de 455 millions de dollars pour couvrir les frais d'installation des réfugiés indochinois. Au total, plus de 130 000 réfugiés vietnamiens arrivèrent aux États-Unis durant l'année 1975. Des milliers d'autres, ayant fui leur pays natal, débarquèrent à leur tour sur le sol américain dans les années suivantes. Avec la fin de la guerre, Ford étendit l'embargo en vigueur contre le Nord-Viêt Nam au Viêt Nam tout entier, bloqua l'adhésion du Viêt Nam aux Nations unies et refusa de normaliser les relations diplomatiques avec ce pays.

### Incidents duMayagüezet de Panmunjeom

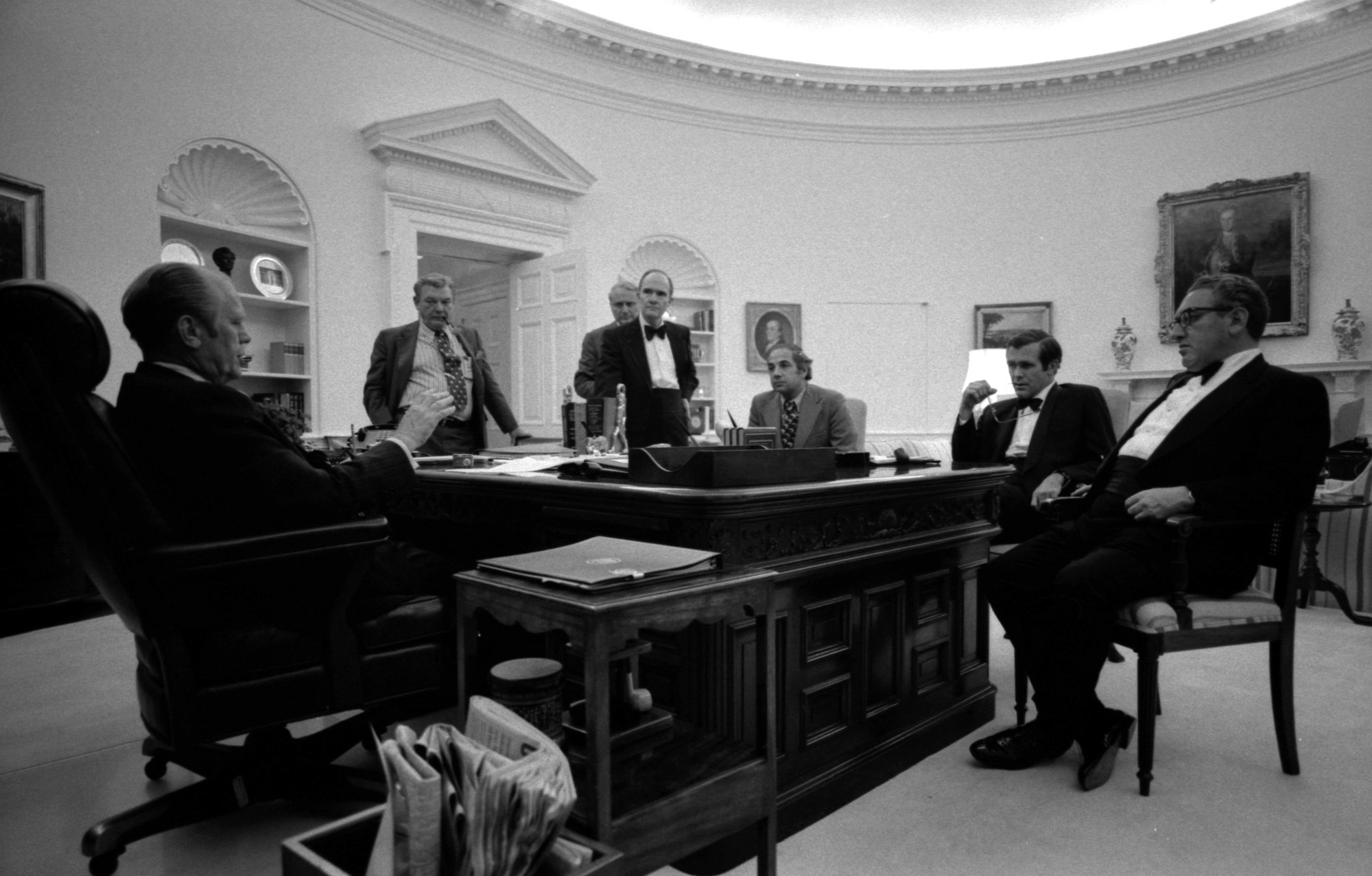
Ford discutant de la libération de l'équipage du Mayagüez avec les membres de son cabinet, le 14 mai 1975. De gauche à droite : Gerald Ford, Robert T. Hartmann, John Marsh, Brent Scowcroft, Ron Nessen, Donald Rumsfeld et Henry Kissinger.

La victoire du Nord-Viêt Nam sur le Sud entraîna un bouleversement de la situation géopolitique en Asie et l'administration Ford s'inquiéta de la baisse de l'influence américaine dans la région. Dans ses mémoires, Gerald Ford confessa qu'il fut alors très préoccupé par la dégradation de la situation en Indochine. Ainsi, il dut affronter une crise internationale lors de l'incident du Mayagüez. En mai 1975, un peu après la prise du pouvoir par les Khmers rouges au Cambodge, ces derniers s'emparèrent d'un navire marchand américain, le Mayagüez, dans les eaux internationales du golfe de Thaïlande. Ford envoya, sans consulter le Congrès, des Marines pour sauver l'équipage que l'on croyait retenu sur l'île de Koh Tang mais les soldats rencontrèrent une résistance inattendue ; pendant l'opération, les marins du Mayagüez, qui avaient été relâchés, furent récupérés par les forces américaines. Durant les combats de Koh Tang, quinze Américains furent tués et cinquante furent blessés, les pertes khmères étant estimées à une soixantaine sur un total de trois cents combattants. 
En dépit des pertes américaines, l'opération fut perçue comme un succès aux États-Unis et Ford vit sa cote de popularité augmenter de 11 points à la suite de cet événement. Le président américain demanda également une aide financière de 222 millions de dollars pour le Cambodge, qui fut repoussée par le Congrès. Certains historiens ont estimé que l'administration Ford s'était senti obligée de répondre avec force à cet incident parce qu'elle croyait qu'il s'agissait d'un complot monté par les Soviétiques. Toutefois, les travaux d'Andrew Gawthorpe, publiés en 2009, et basés sur une analyse des discussions internes de l'administration, ont montré que les conseillers à la sécurité nationale de Ford avaient compris que la saisie du navire était une provocation locale et peut-être accidentelle due à l'immaturité du gouvernement khmer, mais qu'une réaction rapide et forte s'imposait à leurs yeux pour éviter d'autres provocations de ce type de la part des pays communistes asiatiques.
La seconde crise, communément désignée sous le nom d'« incident du peuplier », se déroula à Panmunjeom, un village situé dans la zone démilitarisée entre les deux Corées. C'était à l'époque le seul espace de la zone démilitarisée où les forces du Nord et du Sud étaient occasionnellement en contact. Encouragée par les difficultés américaines au Viêt Nam, la Corée du Nord orchestra une campagne de pression diplomatique et de harcèlement militaire limité afin d'inciter les États-Unis à se retirer de Corée de Sud. En août 1976, des soldats nord-coréens tuèrent deux officiers américains et blessèrent plusieurs gardes-frontières sud-coréens qui étaient en train de découper un arbre dans la zone de sécurité commune de Panmunjeom. L'attaque coïncida avec la réunion des pays non-alignés à Colombo, au Sri Lanka, où Kim Jong-il, le fils du dirigeant nord-coréen Kim Il-sung, tenta de faire passer l'incident pour une agression des États-Unis et aida à l'adoption d'une motion appelant à un retrait des forces américaines de Corée. Lors des réunions de cabinet, Kissinger convainquit le président qu'une absence de réaction américaine ferait passer les États-Unis pour « les tigres de papier de Saïgon » aux yeux de la Corée du Nord. Après avoir réfléchi à diverses solutions, Ford décida de répliquer par une démonstration de force à grande échelle. Un contingent important des forces terrestres fut envoyé abattre l'arbre tandis que des bombardiers B-52 furent déployés au-dessus de Panmunjeom. Le gouvernement nord-coréen fit machine arrière en autorisant le découpage de l'arbre et formula par la suite des excuses publiques.

### Moyen-Orient
Au Moyen-Orient et en Méditerranée occidentale, deux différends internationaux dégénérèrent rapidement en crise sous la présidence de Ford. L'invasion turque de Chypre provoqua de fortes tensions au sein de l'Organisation du traité de l'Atlantique nord (OTAN). La Turquie avait envahi Chypre à la suite du coup d'État de 1974 soutenu par les colonels grecs, ce qui mettait les États-Unis dans une position difficile car la Grèce et la Turquie étaient toutes les deux membres de l'OTAN. À la mi-août, le gouvernement grec retira la Grèce du commandement intégré de l'OTAN, et à la mi-septembre, le Sénat et la Chambre des représentants votèrent massivement le retrait du soutien militaire à la Turquie. Ford, préoccupé à la fois par l'impact qu'aurait cette décision sur les relations turco-américaines et par la détérioration de la sécurité sur le front de l'Est de l'OTAN, mit son veto au projet de loi. Un deuxième projet de loi fut ensuite adopté par le Congrès, auquel Ford mit également son veto, bien qu'un compromis eut été trouvé pour poursuivre le soutien militaire à la Turquie jusqu'à la fin de l'année 1974. 

Ford en compagnie du président égyptien Anouar el-Sadate à Salzbourg en 1975.

Dans le cadre du conflit israélo-arabe, malgré la proclamation d'un cessez-le-feu destiné dans l'immédiat à mettre un terme à la guerre du Kippour, la « diplomatie de la navette » mise en œuvre par Kissinger n'avait pas fait de réels progrès. En 1973, l'Égypte et la Syrie avaient lancé une attaque surprise concertée contre Israël afin de récupérer les territoires perdus durant la guerre des Six Jours en 1967. Les premiers succès arabes se transformèrent cependant assez vite en une victoire militaire israélienne et Ford chercha à instaurer la paix entre les belligérants. Ford n'aimait pas ce qu'il estimait être un « blocage » des Israéliens sur la résolution d'un accord de paix, et il écrivit : « leurs tactiques [aux Israéliens] ont frustré les Égyptiens et me mettent dans une rage folle ». Lors du voyage de Kissinger en Israël au début du mois de mars 1975, une volte-face de dernière minute des Israéliens dans la conduite des négociations incita Ford à adresser un télégramme au Premier ministre Yitzhak Rabin, qui comprenait les passages suivants : 

« Je souhaiterai exprimer ma profonde déception face à l'attitude d'Israël lors des négociations […]. L'échec de la négociation va peser très lourdement sur la région et sur nos relations. J'ai donné des instructions pour une réévaluation de la politique des États-Unis dans la région, y compris nos relations avec Israël, dans le but d'assurer la protection des intérêts américains […] dans leur ensemble. Vous serez informé de notre décision. »

Le 24 mars, Ford informa les dirigeants des deux partis au Congrès de la réévaluation de la politique américaine au Moyen-Orient. La « réévaluation », en termes pratiques, signifiait l'annulation ou la suspension de l'assistance militaire à Israël. Rabin note qu'il s'agissait là d'« un terme innocent qui annonçait pourtant l'une des pires périodes des relations américano-israéliennes ». Les changements annoncés bouleversèrent la communauté juive américaine et les sympathisants d'Israël au Congrès. Le 21 mai 1975, Ford « éprouva un véritable choc » lorsque soixante-seize sénateurs américains lui écrivirent une lettre en l'invitant à « répondre » à la demande d'Israël d'une aide économique et militaire de 2,59 milliards de dollars. Ford était ennuyé et pensa que les chances d'arriver à un accord de paix étaient compromises. Depuis l'interdiction des ventes d'armes à la Turquie en septembre 1974, c'était la deuxième fois que le Congrès empiétait sur les prérogatives du président en matière de politique étrangère. L'été suivant fut décrit par Ford comme une « guerre de nerfs » ou un « test de volonté » entre les États-Unis et Israël. Le 4 septembre 1975, les autorités américaines signèrent l'accord sur le Sinaï en vue de renforcer les relations avec l'Égypte et Israël.

### Invasion du Timor oriental par l'Indonésie
À la suite de la révolution des œillets, le Portugal se retira de sa colonie du Timor oriental. Ce dernier proclama son indépendance en 1975 mais fut envahi la même année par l'Indonésie, pays voisin. Cherchant à rester en bons termes avec le président indonésien Suharto, Ford n'émit aucune objection lorsque Suharto l'informa du déclenchement imminent de l'invasion. Le Timor oriental resta sous contrôle indonésien jusqu'en 1999. Sous la présidence de Ford, les États-Unis commencèrent à vendre des armes au régime de Suharto peu avant le début de l'invasion. En 1977, un ex-conseiller juridique adjoint du département d'État, George H. Aldrich, estima que les armes équipant les forces indonésiennes lors de l'invasion du Timor étaient d'origine américaine à « près de 90 % ». Après l'occupation du Timor oriental, les États-Unis continuèrent de fournir une aide militaire au gouvernement indonésien pour un montant de 30 millions de dollars par an en moyenne jusqu'à la fin de la présidence de Ford. Les ventes d'armes augmentèrent de façon exponentielle sous l'administration Carter et se poursuivirent jusqu'en 1999.

### Angola
En 1975, une guerre civile éclata en Angola, un pays africain qui venait de proclamer son indépendance vis-à-vis du Portugal. L'URSS et Cuba s'impliquèrent fortement dans le conflit en apportant leur soutien au MPLA, un parti politique de gauche opposé à deux autres factions, l'UNITA et le FNLA, qui bénéficiaient quant à eux du soutien de l'agence centrale de renseignement américaine. Toutefois, en 1976, le Congrès adopta l'amendement Clark qui interdisait toute aide militaire ou financière aux groupes angolais. La guerre civile se poursuivit pendant de nombreuses années et le rôle joué par les Soviétiques dans ce conflit compliqua le processus de détente. La décision prise par le Congrès de mettre fin aux activités de la CIA dans ce secteur fut par ailleurs révélatrice de l'accroissement du pouvoir législatif dans le domaine de la politique étrangère.

### Afrique du Sud
Sous la présidence de Ford, les États-Unis commencèrent à se distancer de l'Afrique du Sud dont le régime fondé sur l'apartheid cherchait à se doter de l'arme nucléaire. Ce revirement intervint toutefois trop tard pour freiner significativement le programme atomique sud-africain, alors déjà très avancé.

### Déplacements internationaux
Ford effectua sept voyages internationaux au cours de sa présidence.

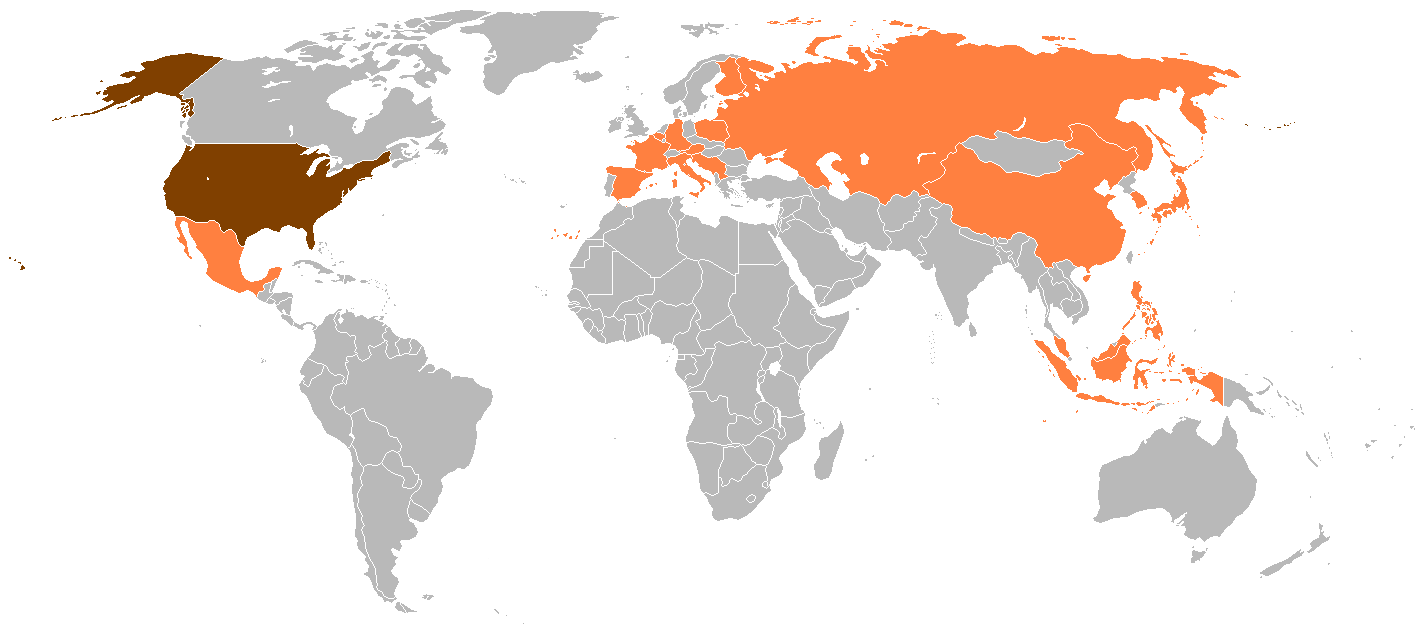
Pays visités par Ford sous sa présidence.

|   | Dates                     | Pays                 | Lieux                      | Raisons du déplacement |
| - | ------------------------- | -------------------- | -------------------------- | --- |
| 1 | 21 octobre 1974           | Mexico               | Nogales, Magdalena de Kino | Rencontre avec le président Luis Echeverría et dépôt d'une couronne de fleurs sur le tombe du prêtre Eusebio Kino. |
| 2 | 19 au 22 novembre 1974    | Japon                | Tokyo, Kyoto               | Visite officielle. Rencontre avec le Premier ministre Kakuei Tanaka. |
| 2 | 22 et 23 novembre 1974    | Corée du Sud         | Séoul                      | Rencontre avec le président Park Chung-hee. |
| 2 | 23 et 24 novembre 1974    | Union soviétique     | Vladivostok                | Rencontre avec le secrétaire général Léonid Brejnev et discussions autour de la limitation des armements stratégiques. |
| 3 | 14 au 16 décembre 1974    | Martinique           | Fort-de-France             | Rencontre avec le président Valéry Giscard d'Estaing. |
| 4 | 28 au 31 mai 1975         | Belgique             | Bruxelles                  | Sommet de l'OTAN. Discours devant le Conseil de l'Atlantique nord et entretiens individuels avec les chefs d'État et de gouvernement de l'OTAN. |
| 4 | 31 mai et 1er juin 1975   | Espagne              | Madrid                     | Rencontre avec le général Francisco Franco. Remise des clés de la ville par le maire de Madrid Miguel Angel García-Lomas Mata. |
| 4 | 1er au 3 juin 1975        | Autriche             | Salzbourg                  | Rencontre avec le chancelier Bruno Kreisky et le président égyptien Anouar el-Sadate. |
| 4 | 3 juin 1975               | Italie               | Rome                       | Rencontre avec le président Giovanni Leone et le Premier ministre Aldo Moro. |
| 4 | 3 juin 1975               | Vatican              | Palais du Vatican          | Audience avec le pape Paul VI. |
| 5 | 26 au 28 juillet 1975     | Allemagne de l'Ouest | Bonn, Linz am Rhein        | Rencontre avec le président Walter Scheel et le chancelier Helmut Schmidt. |
| 5 | 28 et 29 juillet 1975     | Pologne              | Varsovie Cracovie          | Visite officielle. Rencontre avec le Premier secrétaire Edward Gierek. |
| 5 | 29 juillet au 2 août 1975 | Finlande             | Helsinki                   | Session d'ouverture de la conférence sur la sécurité et la coopération en Europe. Rencontre avec les chefs d'État et de gouvernement de Finlande, de Grande-Bretagne, de Turquie, d'Allemagne de l'Ouest, de France, d'Italie et d'Espagne, ainsi qu'avec le secrétaire général soviétique Brejnev. Ratification de l'acte final de la conférence. |
| 5 | 2 et 3 août 1975          | Roumanie             | Bucarest Sinaia            | Visite officielle. Rencontre avec le président Nicolae Ceaușescu. |
| 5 | 3 et 4 août 1975          | Yougoslavie          | Belgrade                   | Visite officielle. Rencontre avec le président Josip Broz Tito et le Premier ministre Džemal Bijedić. |
| 6 | 15 au 17 novembre 1975    | France               | Rambouillet                | Sommet du G6. |
| 7 | 1 au 5 décembre 1975      | Chine                | Pékin                      | Visite officielle. Rencontre avec le président du Parti Mao Zedong et le vice-Premier ministre Deng Xiaoping. |
| 7 | 5 et 6 décembre 1975      | Indonésie            | Jakarta                    | Visite officielle. Rencontre avec le président Suharto. |
| 7 | 6 et 7 décembre 1975      | Philippines          | Manille                    | Visite officielle. Rencontre avec le président Ferdinand Marcos. |

## Tentatives d'assassinat

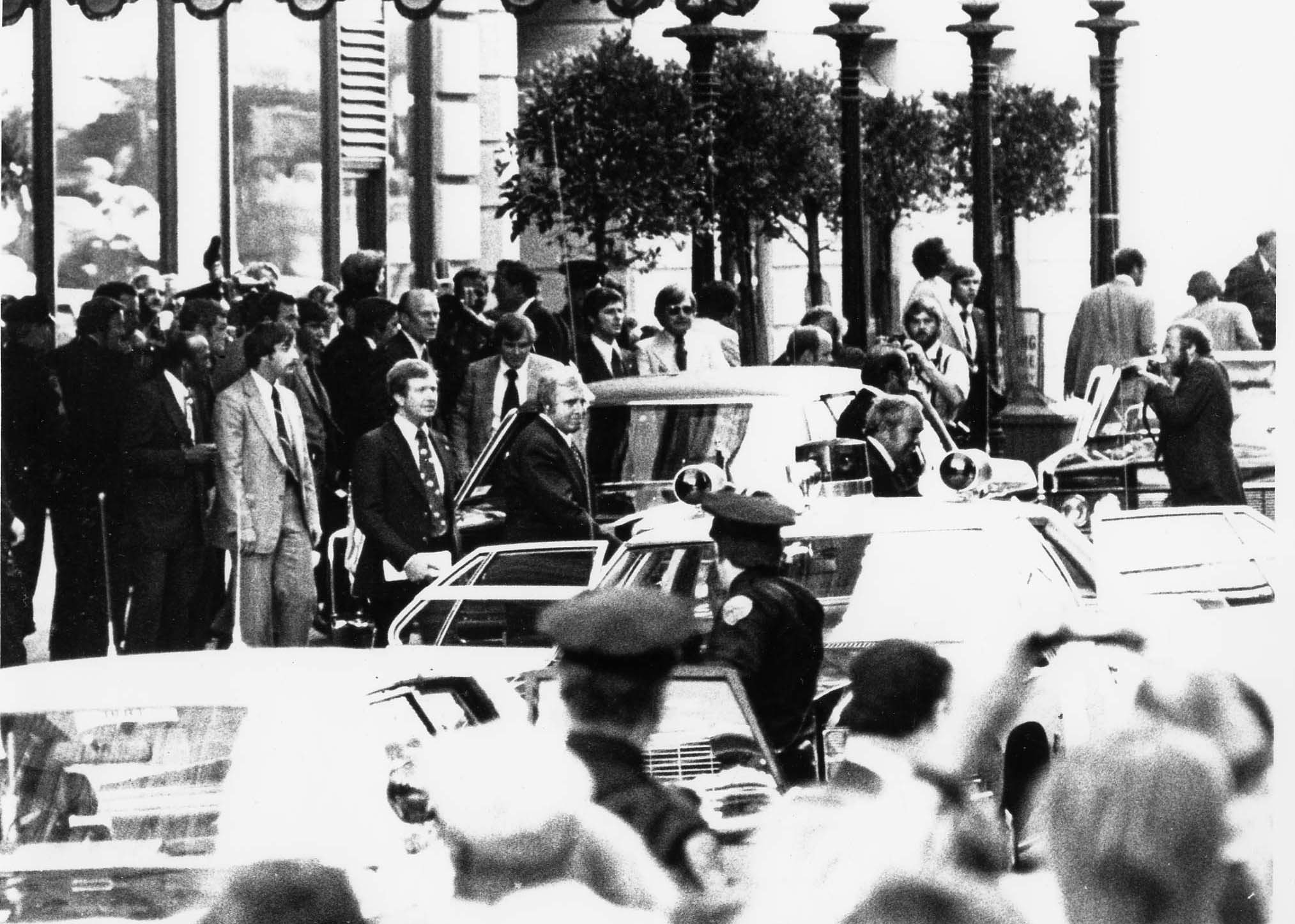
Réaction immédiatement après la seconde tentative d'assassinat contre Gerald Ford, le 22 septembre 1975.

Ford essuya deux tentatives d'assassinat au cours de sa présidence. Alors qu'il était en déplacement à Sacramento en Californie le 5 septembre 1975, Lynette Fromme, une adepte de la secte de Charles Manson, pointa son arme sur Gerald Ford ; mais Larry Buendorf, l'agent du Secret Service chargé de sa protection, empêcha le coup de partir. Fromme fut arrêtée et condamnée à la prison à vie ; elle purgea trente-quatre ans de prison avant d'être placée en liberté conditionnelle le 14 août 2009.
En réaction à cette tentative d'assassinat, le Secret Service décida de maintenir le président à distance des foules, ce qui lui sauva probablement la vie deux semaines plus tard. Le 22 septembre 1975, Sara Jane Moore essaya également de tuer le président à San Francisco, mais sa tentative fut déjouée par un spectateur nommé Oliver Sipple. Une balle alla s'encastrer dans un mur à environ six pouces au-dessus de la tête de Ford, avant de ricocher et de blesser légèrement un chauffeur de taxi. Moore fut également condamnée à la prison à vie,.

## Élection présidentielle de 1976

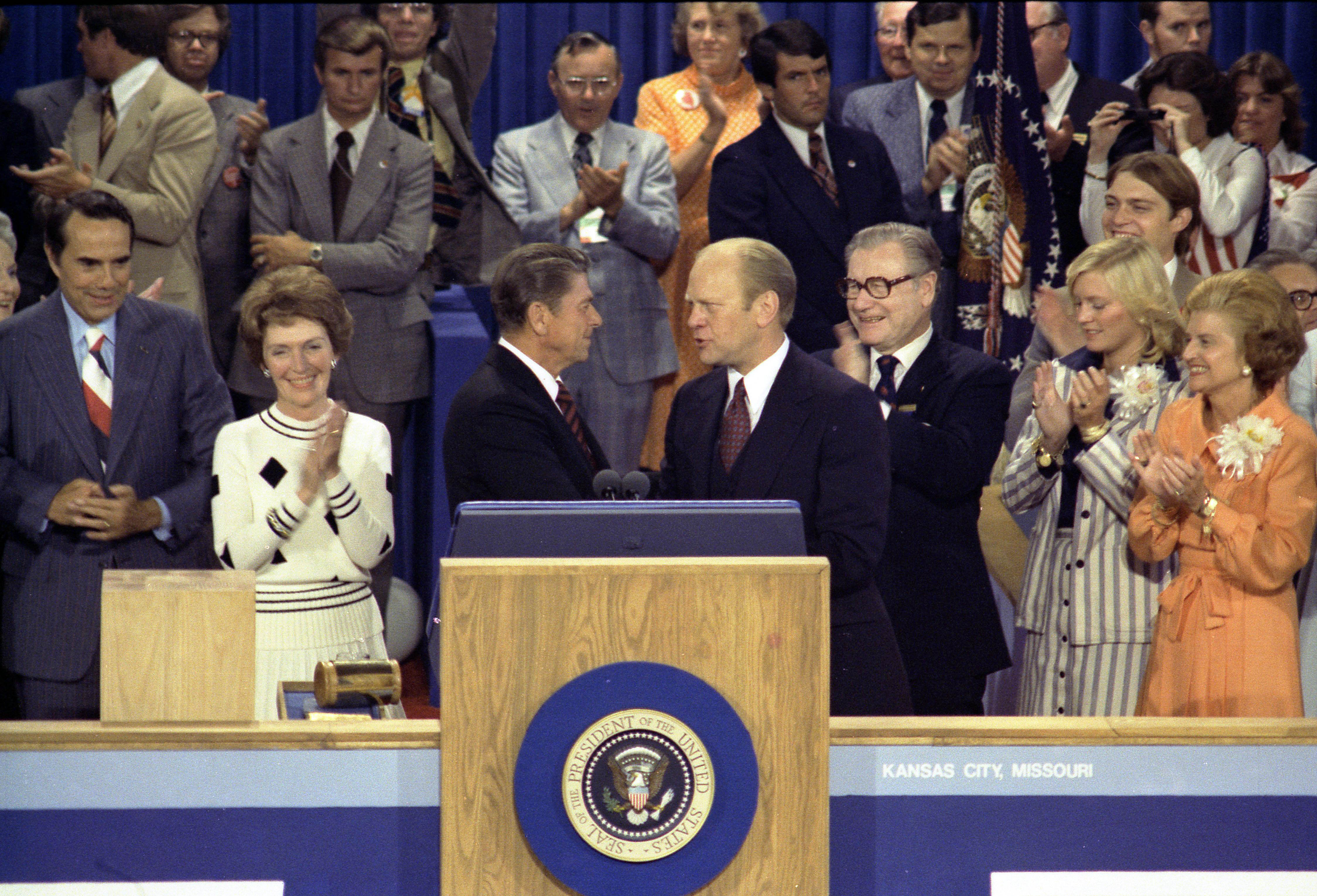
Le gouverneur Ronald Reagan félicitant le président Ford après la nomination de ce dernier comme candidat du parti à l'élection présidentielle de 1976.

Au milieu de l'année 1975, Ford prit sa première décision importante en tant que candidat à sa réélection lorsqu'il choisit Bo Callaway pour diriger sa campagne. La grâce accordée à Nixon et les désastreuses élections de mi-mandat en 1974 avaient affaibli la position de Ford au sein du parti et la primaire républicaine qui allait s'ouvrir promettait d'être acharnée. Les critiques internes au parti à l'encontre du président provenaient en majorité des conservateurs dont beaucoup pensaient que Ford ne s'était pas montré suffisamment proche de leur ligne politique au cours de sa carrière. Ils reprochaient également à Ford la désignation de Rockefeller au poste de vice-président, la chute de Saïgon, l'amnistie pour les déserteurs et les « planqués » de la guerre du Viêt Nam et la poursuite d'une politique de détente avec l'URSS. 
Ronald Reagan, chef de file des conservateurs, lança sa campagne à l'automne 1975. Espérant apaiser l'aile droite du parti et saper la dynamique de campagne de son adversaire, Ford convainquit Rockefeller de ne pas se représenter sur le ticket présidentiel. Ford s'imposa contre Reagan au New Hampshire, en Floride et dans l'Illinois mais Reagan rentra dans la course en remportant la primaire de Caroline du Nord en mars 1976. À l'ouverture de la convention nationale républicaine, les deux hommes étaient au coude à coude en nombre de délégués obtenus. Ayant réussi à rassembler suffisamment de délégués autour de sa candidature, Ford fut finalement désigné par son parti comme candidat à l'élection présidentielle. Le sénateur Bob Dole du Kansas fut choisi comme colistier. 
Avec les controverses liées à la guerre du Viêt Nam et au scandale du Watergate, Ford dut faire campagne dans un pays qui ne faisait plus confiance à ses institutions politiques. Ford adopta la stratégie dite de la « roseraie » en restant à Washington afin de mettre en avant son profil présidentiel. La campagne électorale coïncida avec les célébrations du bicentenaire de la Révolution américaine. Ford présida au grand feu d'artifice du 4 juillet 1976, et trois jours plus tard, reçut à la Maison-Blanche la reine Élisabeth II et le prince Philip du Royaume-Uni : le dîner fut retransmis à la télévision. Le jour du bicentenaire des batailles de Lexington et Concord marquant le début de la guerre d'indépendance américaine, il délivra un discours dans lequel il en appelait à la « réconciliation, non à la récrimination » et à la « reconstruction, non à la rancœur » entre les États-Unis et ceux qui constituaient potentiellement « une menace pour la paix ». La veille, en visite dans le New Hampshire, il mit en garde contre la puissance excessive de la bureaucratie gouvernementale et plaida pour un retour aux « vertus américaines fondamentales ». 

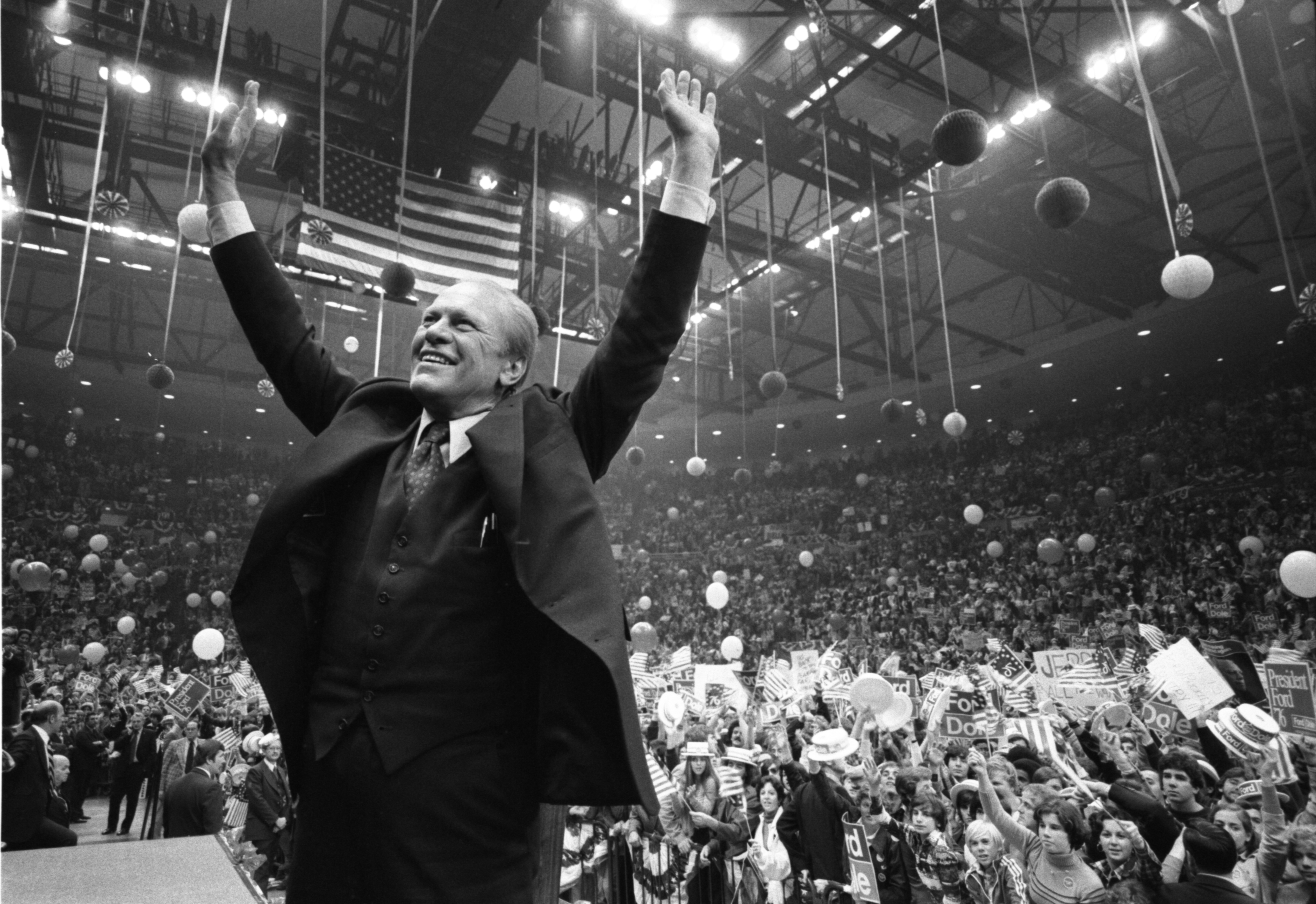
Gerald Ford en campagne à Hempstead, dans l'État de New York, quelques jours avant l'élection de 1976.

Carte des résultats de l'élection présidentielle américaine de 1976.

Les primaires démocrates virent quant à elle un candidat relativement inconnu, l'ancien gouverneur de la Géorgie Jimmy Carter, arriver en tête du caucus de l'Iowa et de la primaire du New Hampshire. Chrétien born again, Carter mit en avant son intégrité morale et son profil d’outsider n'appartenant pas à la classe politique de Washington. Il remporta la nomination démocrate au premier tour de scrutin à la convention nationale du parti et désigna le sénateur du Minnesota Walter Mondale comme colistier. Au début de la campagne, Carter bénéficiait d'une confortable avance sur son adversaire dans les sondages, mais l'écart se réduisit comme peau de chagrin après une interview de Carter au magazine Playboy dans laquelle il admettait avoir eu des penchants sentimentaux pour des femmes autres que la sienne. 
Lors du second débat présidentiel, Ford commit cependant une bourde en déclarant que « l'influence soviétique est inexistante en Europe de l'Est » et qu'elle le resterait s'il était élu. Ford déclara plus tard qu'il avait voulu dire que les Soviétiques ne parviendraient jamais à vaincre l'esprit des peuples de l'Europe de l'Est en quête d'indépendance. Toutefois, la formulation était si maladroite que le journaliste Max Frankel en resta visiblement interloqué. À la suite de cette gaffe, la remontée de Ford stagna et Carter put maintenir une légère avance dans les sondages. L'élection eut lieu le 2 novembre 1976. Jimmy Carter l'emporta avec 50,1 % des voix contre 48 % pour le président sortant, 297 grands électeurs et la victoire dans 23 États contre 240 grands électeurs et 27 États à Ford. Malgré sa défaite, Ford était parvenu en trois mois à réduire l'avance de Carter dans les sondages de 33 points à 2.

## Postérité

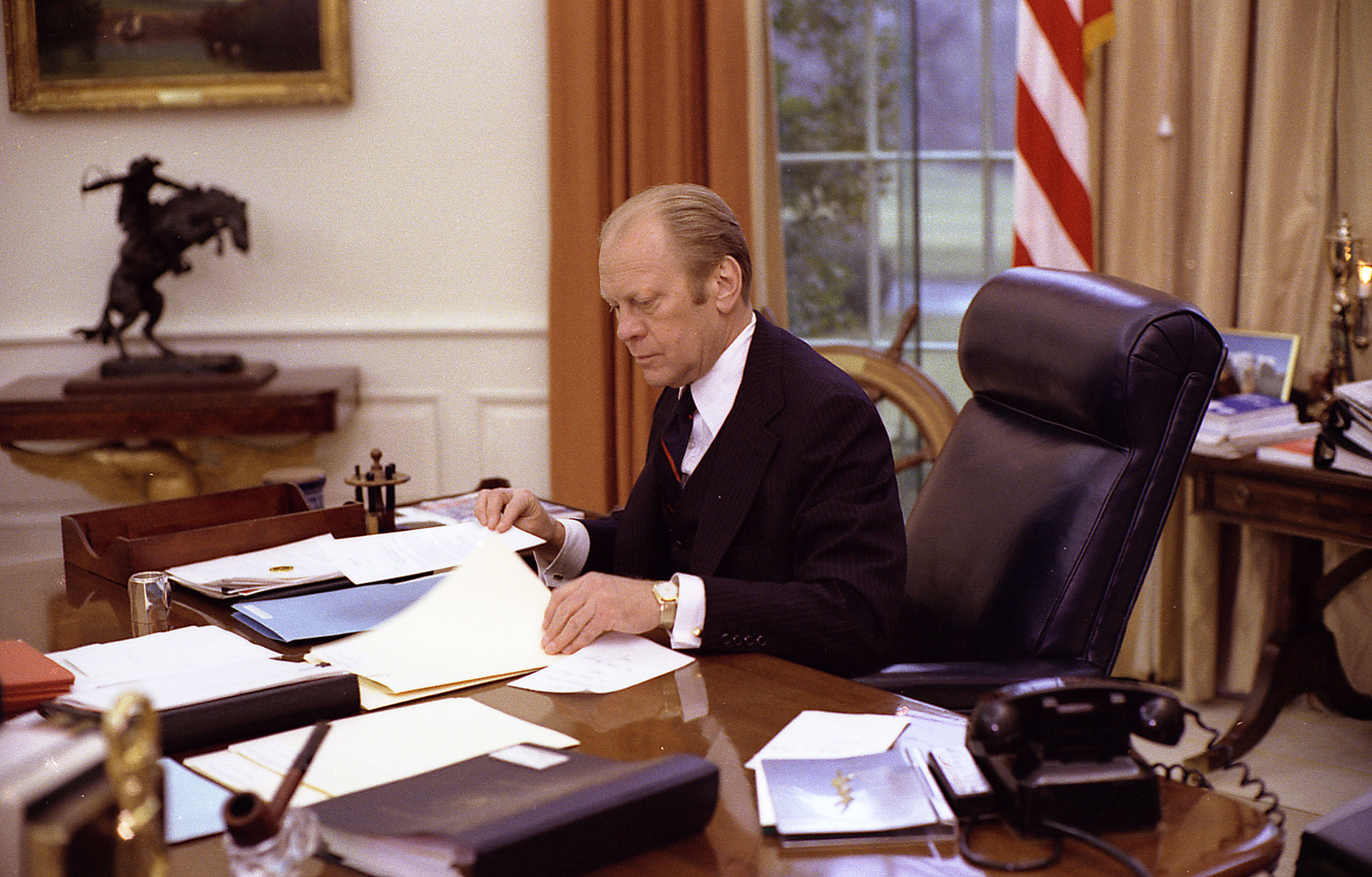
Gerald Ford travaillant dans le Bureau ovale en janvier 1976.

Dans les enquêtes d'opinions effectuées auprès des historiens et des politologues, Ford est généralement évalué comme un président moyen. Un sondage réalisé en 2018 auprès de la section de l’American Political Science Association consacrée aux présidents et aux politiques exécutives le situe à la 25e place parmi les présidents américains. Lors d'un sondage C-SPAN mené en 2017 auprès d'historiens, Ford termine également en 25e position. 
Les historiens tirent un bilan contrasté de la présidence de Ford. André Kaspi et Hélène Harter considèrent par exemple Ford comme « un président de hasard qui n'a guère marqué l'histoire de son pays » et citent le jugement d'Arthur M. Schlesinger pour qui le mandat de Gerald Ford correspond à un affaiblissement du pouvoir exécutif. Pour Pierre Mélandri, Ford n'était pas dépourvu des qualités nécessaires pour réussir dans ses fonctions mais fut desservi par les circonstances. Georges Ayache estime malgré tout que, si le pardon octroyé à Nixon pèse certes lourdement sur l'héritage du 38e président américain, ce dernier n'en était pas moins un « homme foncièrement intègre » qui, « tout en tact et en discrétion, […] avait cependant mis fin à un drame national tout en soldant symboliquement la période prodigieuse mais si contrastée qui s'était ouverte avec l'avènement de John F. Kennedy ». 
De son côté, l'historien John Robert Greene écrit que « Ford eut des difficultés à naviguer au sein d'un environnement politique exigeant ». Il note toutefois que « les Américains, en général, pensaient que Gerald Ford était un homme naturellement bon et honnête et qu'il allait faire (et faisait) honneur à la Maison-Blanche. Même si ce sentiment ne s'est pas révélé assez puissant pour mener Ford à la victoire en 1976, c'est une évaluation que la plupart des Américains et des universitaires trouvent encore valable des années après la fin de sa présidence ».